# اردشیر بابکان
اردشیر یکم ساسانی شناخته‌شده به اردشیر بابکان (یا پاپکان) (به پارسی میانه: ) بنیان‌گذار شاهنشاهی ساسانی بود. وی پس از شکست واپسین شاهنشاه اشکانی، اردوان چهارم، در سال ۲۲۴ میلادی در نبردی در دشت هرمزدگان، دودمان اشکانی را برانداخت و پادشاهی ساسانی را بنیان گذاشت. اردشیر از آن پس خود را «شاهنشاه» نامید و تسخیر سرزمینی را که «ایران‌شهر» یا «ایران» می‌خواندش، آغازید.
پیرامون تبار و نیای اردشیر، گزارش‌های تاریخیِ گوناگونی وجود دارد. براساس گزارش طبری، اردشیر پسر بابک پسر ساسان بوده است. روایت دیگری که در کارنامهٔ اردشیر بابکان می‌باشد، و شاهنامهٔ فردوسی نیز همان را بیان داشته، چنین است که اردشیر، زادهٔ ازدواج ساسان — فردی از نوادگان دارا — با دختر بابک، حاکمی محلی در ایالت پارس بوده است.
اردشیر بر پایهٔ گزارش طبری، در پیرامون اصطخرِ پارس زاده شد؛ طبری می‌افزاید که اردشیر در هفت سالگی نزد فرماندهٔ دژ دارابگرد فرستاده شد؛ پس از مرگ فرمانده، اردشیر بر جای او نشست و ارگبد دژ دارابگرد شد. طبری در ادامه آورده است که سپس بابک، گوچهر شاه محلی پارس را سرنگون کرد و پسرش شاپور را به‌جای وی گماشت. براساس گزارش طبری، شاپور و پدرش بابک به‌ناگاه مردند و اردشیر حاکم پارس شد. کشمکش میان اردشیر با شاهنشاهی اشکانی بالا گرفت و سرانجام در تاریخ ۲۸ آوریل (برابر با ۹ اردیبهشت) ۲۲۴ میلادی، اردشیر با لشکر اردوان چهارم در دشت هرمزدگان روبه‌رو شد و طی این جنگ اردوان، شاهنشاه اشکان، کشته شد.
بر پایهٔ گزارش‌های سلطنتی، این بابک بود که گوچهر شاه محلی پارس را سرنگون ساخت و پسرش شاپور را بر جای وی نشاند؛ اردشیر از پذیرش گماشتن شاپور سرباز زد و برادر خویش و هر که در برابرش ایستاد را حذف کرد و سپس سکه‌ای منقوش به چهرهٔ خود بر روی سکه و پدرش بابک در پشت سکه ضرب کرد. محتمل است نقشِ تعیین‌کننده‌ای که از اردشیر در رهبری شورش علیه دولت مرکزی ترسیم شده است، محصول خوانش‌های متأخرتر تاریخی باشد. احتمالاً در آن‌گاه بابک بیشتر ایالت پارس را زیر حاکمیت خود متحد ساخته باشد.
اردشیر نقش بسزایی در گسترش ایدئولوژی شاهنشاهی داشته است. وی کوشید تا خویش را به مثابهٔ مزداپرستی مرتبط با خدا و دارندهٔ فَرّه ایزدی بنمایاند. ادعای مشروعیت پادشاهی وی به‌عنوان نورسته‌ای برحق از نسل شاهان اسطوره‌ای ایرانی و نیز تبلیغات منتسب به اردشیر علیه مشروعیت و نقش پارتیان در توالی تاریخ ایرانی، مؤید جایگاه ممتازی است که میراث هخامنشی در ذهن نخستین شاهنشاهان ساسانی داشته است. اگرچه دیدگاه رایج برآن است که احتمالاً ساسانیان چندان دربارهٔ هخامنشیان و وضعیتشان نمی‌دانسته‌اند. از سوی دیگر، برخی از مورخان برآنند که نخستین شاهنشاهان ساسانی، با هخامنشیان آشنا می‌بودند و شاهنشاهان متأخر ایشان، به‌عمد به کیانیان روی آوردند. ایشان آگاهانه هخامنشیان را نادیده گرفتند تا بتوانند پیشینهٔ خود را به کیانیان برسانند؛ و از همین‌جا بود که تاریخ‌نگاری مقدس را در پیش گرفتند.
اردشیر برای یادبود پیروزی‌هایش، اقدام به نقر سنگ‌نگاره در فیروزآباد (شهر گور یا اردشیرخوره)، نقش رجب و نقش رستم کرده است؛ در سنگ‌نگارهٔ وی در نقش رستم، اردشیر و اهورامزدا سوار بر اسب در برابر یکدیگرند و جسد اردوان و اهریمن زیر سم اسبان اردشیر و اهورامزدا تصویر شده است. از این نقش چنین برمی‌آید که اردشیر می‌پنداشته یا می‌خواسته دیگران بپندارند که حاکمیت وی بر سرزمینی که در سنگ‌نوشته‌ها «ایران‌شهر» خوانده می‌شده، از سوی پروردگار مقرر شده است. واژهٔ ایران، پیش از این، در اوستا و به‌عنوان «نام سرزمین اسطوره‌ای آریاییان» به کار می‌رفت؛ در دوران اردشیر، عنوان «ایران» بر جغرافیای زیر حاکمیت ساسانیان اطلاق شد. اندیشهٔ «ایران»، هم برای جوامع زردشتی و هم غیر زرتشتی سراسر شاهنشاهی پذیرفته شد و حافظهٔ جمعی ایرانیان در مراحل گوناگون و لایه‌های مختلف جامعهٔ ایرانی تا دوران مدرن امروز ادامه یافت و زنده ماند. آنچه روشن است این است که مفهوم «ایران»، پیشتر کاربردی مذهبی نیز داشته و سپس به پیدایش صورت سیاسی آن و در مفهوم مجموعه‌ای جغرافیایی از سرزمین‌ها انجامیده است.

## منبع‌شناسی
منابع اولیهٔ مربوط به عصر ساسانی را به دو دستهٔ «بازمانده‌های متنی» و «گزارش‌ها» می‌توان تقسیم کرد:

### بازمانده‌های متنی
بازمانده‌های متنی، کتیبه‌ها، چرم‌نبشته‌ها، پاپیروس‌ها و سفالینه‌های منقوش به چند زبان و خط را شامل می‌شود. از بازمانده‌های متنی مربوط به اردشیر بابکان، می‌توان به کتیبهٔ کوتاه وی در نقش رجب و نیز کتیبه‌های شاپور یکم بر کعبهٔ زرتشت اشاره کرد.

### گزارش‌ها
گزارش‌ها به متونی گفته می‌شود که به زبان‌ها و در دوره‌های گوناگونی نوشته شده‌اند. شایان ذکر است که اساس نوشته‌های همهٔ تاریخ‌نگاران مسلمان (تاریخ‌های عربی و فارسی)، خداینامه‌های رسمی دربار ساسانی بوده است که این خداینامه‌ها نیز از رویدادهای مندرج در سالنامه‌های رسمی دربار ساسانی به عنوان منبع بهره برده‌اند. خداینامه در اواخر عصر ساسانی به زبان پارسی میانه تدوین شده بود. عنوان ترجمهٔ این کتاب به زبان عربی زیر نام سیر الملوک العجم و در فارسی شاهنامه بوده است. امروزه هیچ‌یک از ترجمه‌های مستقیم عربی خداینامه و نیز اصل متن پارسی میانهٔ خداینامه در دست نیست.
یونانی - رومی
دیون کاسیوس، یکی از منابع معروف تاریخ پارتیان است که گزارشی دربارهٔ برافتادن پارتیان و برآمدن اردشیر بابکان به‌دست داده است.

تاریخ هرودین نیز به‌تفصیل به چگونگی تغییر پادشاهی از پارتیان به ساسانیان پرداخته است.
آگاثیاس نیز اگرچه در دوران خسرو انوشیروان می‌زیست، اما به‌دلیل دسترسی به سالنامه‌های شاهنشاهی در بایگانی‌های تیسفون، تاریخ وی یکی از منابع اصلی‌است. اما وی نیز در گزارش داستان جوانی اردشیر، از روایات عامیانه بهره برده است.
ارمنی
تاریخ ارمنستان در عهد ساسانی، کاملاً با تاریخ شاهنشاهی ایران پیوسته است؛ از این روی در تاریخ‌های مورخان ارمنیِ آن عصر، نه‌تنها مطالب بسیاری مهمی راجع به سرگذشت شاهنشاهان ایران به‌دست می‌دهد، بلکه وضعیت ارتباط ایران و ارمنستان نیز از آن پیداست.

«تاریخ ارمنیان» نوشتهٔ آگاثانگلوس، یکی از منابع ارمنی مربوط به اوایل عصر ساسانی‌است.
موسس خورناتسی معروف به هرودوتِ ارمنستان مورخ نامی قرن پنجم میلادی داستانی، در باب اردشیر بابکان نقل کرده است که با داستان تقلیدی از زندگی کوروش بزرگ بی‌شباهت نیست.
سریانی
یکی دیگر از منابع تاریخ ساسانی، کتاب‌هایی است که مسیحیان به‌زبان سریانی نوشته‌اند.

رویدادنامهٔ آربلا متنی‌است که در نیمهٔ سدهٔ ششم میلادی نوشته شده و تاریخ مناطق مسیحی میان‌رودان از سدهٔ دوم تا حدود سال ۵۵۰ میلادی را در برمی‌دارد. این کتاب برای دورهٔ برافتادن پارتیان و برآمدن ساسانیان ارزش فراوان می‌دارد.

«تاریخ ادسا»، کتابی‌است که در حدود ۵۴۰ میلادی نوشته شده است، دربردارندهٔ رخدادهایی از سال ۱۳۲ قبل از میلاد تا ۵۴۰ میلادی است.

«رویدادنامهٔ کرخ بیت سلوق»، منبعی کوتاه اما مهم است که آگاهی‌های باارزشی دربارهٔ اوایل دوران ساسانی به‌دست می‌دهد.
پارسی میانه
کارنامه اردشیر بابکان، داستانی حماسی‌است پیرامون اردشیر بابکان و کیفیت رسیدن وی به پادشاهی ایران. این متن در حدود ۶۰۰ میلادی و در پایان عصر ساسانی به زبان پهلوی نوشته شده است.
فارسی
شاهنامهٔ فردوسی، بزرگ‌ترین و مهم‌ترین منبع برای گزارش‌های مربوط به تاریخ ملی ایران‌است، آگاهی‌های سودمند بسیاری دربارهٔ نهادها و تمدن ساسانی به‌دست می‌دهد.

تاریخ بلعمی، برگردان فارسی از تاریخ طبری و یکی از مهم‌ترین آثار منثور فارسی دربارهٔ ساسانیان است. این اثر جدا از متن عربی نیز اثر ارزشمندی‌است زیرا معادل‌های فارسی اصطلاحات عربی در تاریخ طبری را به‌دست می‌دهد.

فارس‌نامهٔ (ابن‌بلخی)، یکی از منابع فارسی سودمند دربارهٔ تاریخ ساسانی‌است که آگاهی‌های ارزشمندی درباب وضعیت و مرتبهٔ فرمانروایان دست‌نشاندهٔ بزرگ و سِمَت آنان، که در عین حال رعیت پادشاه بودند، به‌دست می‌دهد.

تاریخ طبرستان (ابن اسفندیار)، نیز یکی از منابع تاریخ ساسانی‌است. «نامهٔ تنسر» در این کتاب آمده است.

مجمل التواریخ و القصص، یکی از متنی‌است با ارزش محدود، زیرا کمتر گزارشی در آن می‌توان یافت که به‌تفصیل در دیگر منابع یافت نشود. عهد اردشیر نامه یا خطبه‌ایست از اردشیر بابکان در آئین ملکداری است که ذکر نامش در مجمل التواریخ و القصص به‌میان آمده است.
عربی
تاریخ طبری نوشتهٔ محمد بن جریر طبری، مجموعه کتبی‌است به‌زبان عربی که منبع اصلی و ضروری درباب تاریخ ساسانی‌است.

مروج‌الذهبِ علی بن حسین مسعودی نیز یکی از منابع پیرامون تاریخ ساسانیان است.

## ریشهٔ نام
اردشیر (به پارسی باستان:) که «اَرْتَه‌خْشَ‌ثْرَ» تلفظ می‌شده، از نام‌های کهن و ستودهٔ ایرانی می‌بوده است. در یونانی‌اش «اَرْتَه‌کْسِرْکْسِسْ» (Artaxérxēs Αρταξέρξης) می‌خواندند؛ اردشیر (به پارسی میانه: ) «اَرْتَخْشْتَر» یا «اَرْتَخْشیر» می‌بوده؛ به ارمنی «اَرْتَشیس» (Artašēs Արտաշէս) می‌گفتندش و در فارسی نیز «اردشیر» خوانده می‌شود. اردشیر در لغت معنای «کسی‌است که پادشاهی‌اش برپایهٔ راستی و عدالت است» می‌دهد. جزء نخست ارتخشیر برگرفته از مفهوم دینی عدالت موسوم به «ارته» یا «اشه» است و جزء دومش با مفهوم «شهر» در ارتباط است.
سه‌تن از شاهنشاهان هخامنشی و چهار تن از شاهان محلی پارس —موسوم به فرترکه‌ها، اردشیر نام می‌داشتند و اردشیر بابکان، در تسلسل شاهان محلی پارس، «اردشیر پنجم» می‌بوده است.

## تبار و نیا

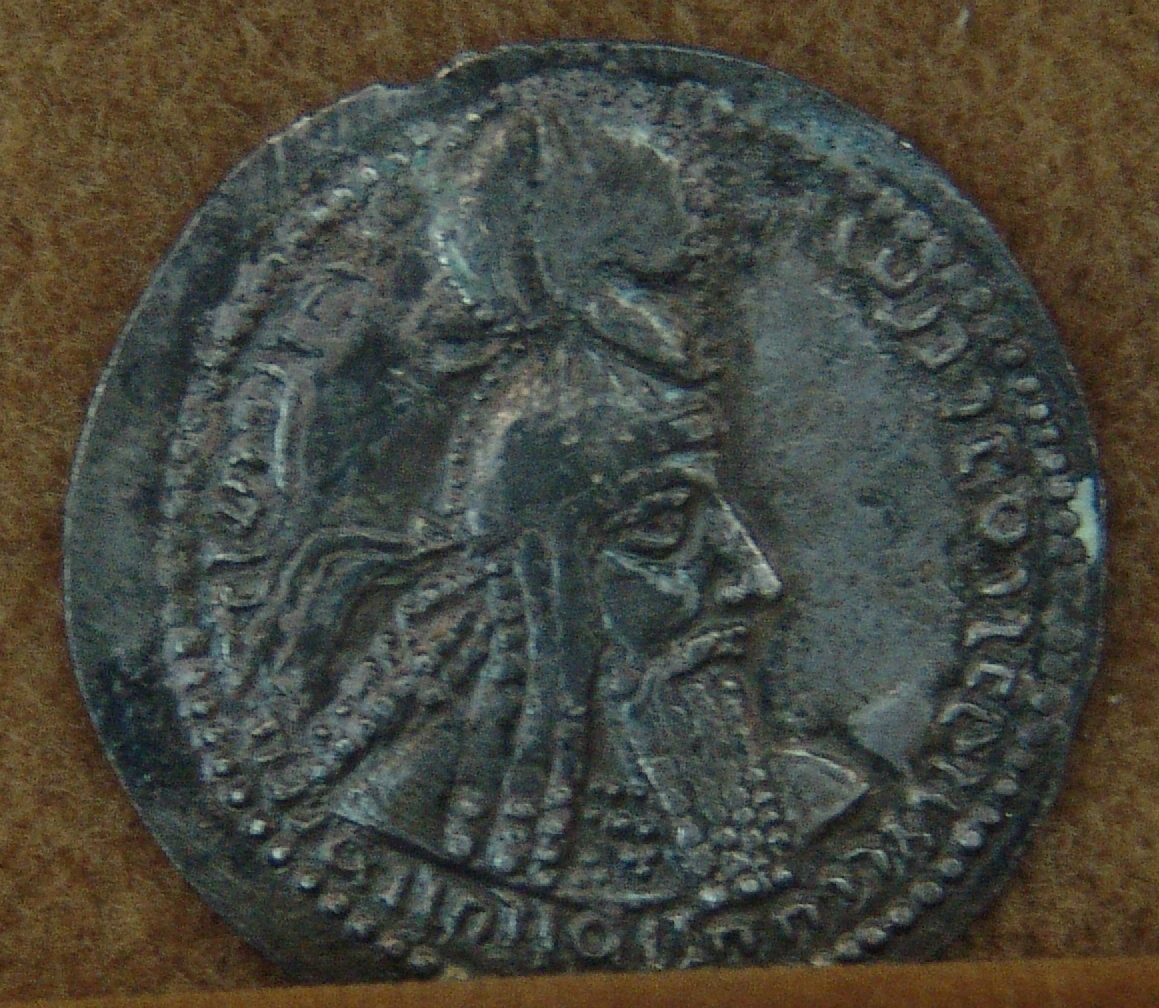
سکه اردشیر بابکان

گزارش‌های تاریخیِ متفاوتی پیرامون نیا و نسب اردشیر وجود می‌دارد. براساس گزارش طبری، اردشیر پسر بابک پسر ساسان بوده است. روایت دیگری که در کارنامهٔ اردشیر بابکان می‌باشد، و شاهنامهٔ فردوسی نیز همان را بیان داشته، چنین آورده که اردشیر، زادهٔ ازدواج ساسان —فردی از نوادگان دارا— با دختر بابک، حاکمی محلی در ایالت پارس بوده است. در کارنامهٔ اردشیر بابکان که پس از وی نگاشته شده، «اردشیر کی بابکان از تخمهٔ ساسان و از ناف دارا شاه» خوانده شده است. دریایی برآن‌است که با توجه بدین سطر می‌توان دریافت که اردشیر تبار خویش را به هر آنکه می‌توانسته نسبت داده است؛ انتساب اردشیر به کیانیان اسطوره‌ای با لقب «کی» در کنار پیوند دادن خویش به «ساسان» که ایزدی نگهبان و اسرارآمیز می‌بوده و همچنین دارا —که احتمالاً تلفیقی بوده‌باشد از داریوش بزرگ و دوم هخامنشی با دارای یکم و دوم از دودمان شاهان محلی پارس—، نشان از تبار ساختگی او می‌دارد. از آنجا که اردشیر نیای شاهی خویش را به ساسان پیوند داده، بررسی کیستی ساسان بسیار مهم است. نخست انگاشته شده بود که شکل کتیبه‌ای ssn بر قطعه‌سفال‌ها و سایر اسناد، حکایت از آن می‌دارد که «ساسان» ایزدی زرتشتی بوده گرچه در اوستا و سایر متون پارسی باستان اشارتی بدو نرفته است. اخیراً مارتین شوارتز نشان داده که ایزد اشاره شده بر سفال‌ها، ربطی به «ساسان» ندارد بلکه بیانگر «سسن» الههٔ کهن سامی‌است که در هزارهٔ دوم پیش از میلاد در اوگاریت پرستیده می‌شد. بر روی سکه‌هایی که در تکسیلا یافت شده، عبارت «ساسا» بر آن نوشته شده است؛ چه بسا که با «ساسان» مرتبط باشد زیرا نمادهای روی سکهٔ مذکور، با نشان‌های سکهٔ شاپور یکم هم‌سان‌است. در شاهنامهٔ فردوسی نیز بر تبار شرقی ساسان یاد شده است که ممکن است نشان از آن بدارد که خاندان وی از شرق آمده بودند. به‌هرروی و با وجود همهٔ این دشواری‌ها می‌توان گفت که اردشیر که خود را از تبار ایزدان می‌نمایانده، ممکن است ساسانیان «ساسان» را به مرتبهٔ خدایی رسانده باشند. منابع اولیهٔ اسلامی که برگرفته از روایات ساسانی‌اند، بر عارف و زاهد بودن ساسان تأکید داشته‌اند و در حقیقت تبارجای ساسان را هندوستان —که مرکز ریاضت است— ذکر کرده‌اند. تنها بدین روش بود که اردشیر توانست تبار دوگانهٔ اشرافی-مذهبی برای خویش برسازد. شگفت نیست که در روایات مذهبی ساسانی، بر تبار مذهبی اردشیر و در گزارش‌های سلطنتی بر نیای اشرافی وی تأکید و سپس به روایات مذهبی از او پیوند داده می‌شود. به‌هرروی ساسان هر که بوده و هر کجا می‌زیسته، بومی پارس نبوده و در منابع، شرق و غرب فلات ایران به‌عنوان خاستگاه‌اش ذکر شده است.
اکثریت منابع خارجی در ارائهٔ تباری ناشناخته از اردشیر هم‌رأی‌اند؛ مثلاً آگاثیاس چنین نقل کرده که بابک کفشگری بود که برپایهٔ شواهد اخترشناسی، دریافت که ساسان را پسری بزرگ خواهد بود؛ بنابراین بابک اجازه می‌دهد که ساسان با همسرش خفت‌وخیز داشته باشد و از این اتفاق اردشیر به‌دنیا آمد. شکی روایت آگاثیاس را داستان بیهوده و مبتذلی از جانب مغرضین و بدخواهان ساسانی توسط سرگویس نامی، مترجم سوریانی دربار انوشیروان می‌داند. شکی می‌گوید روشن است که این اراجیف را سرگیوس مسیحی ریاکارانه به آگاثیاس القا کرده است، گو اینکه از نسب نامه اردشیر در کارنامه گرده برداشته است، از برساخته‌های مسیحیون و فرق الحادی و دهریون و غیره است. استدلال شکی بر قانون جاری در مناسبات زناشویی است که در آن فرزندانی که حاصل ازدواج زن با همسر دومش (بعد از طلاق از همسر اولش)، به همسر اولی تعلق خواهند داشت. در کتیبهٔ سه‌زبانهٔ شاپور یکم بر کعبهٔ زردشت در نقش رستم، ساسان تنها یک نجیب‌زاده و بابک پادشاه معرفی شده است.
دربارهٔ صحت و سقم هر یک از روایات مذکور، نظراتی وجود می‌دارد. برخی گزارش طبری را بدین سبب مشکوک دانسته‌اند که وی شجره‌نامه‌ای مفصل از اردشیر به‌دست می‌دهد که نسل وی را به پادشاهان اسطوره‌ای و پهلوانی ایران باستان می‌رساند. برخی گزارش کارنامه و شاهنامه را موجه‌تر می‌دانند از آن جهت که پسرِ ساسان بودن اردشیر و به فرزندخواندگی گرفتنِ وی توسط بابک، با قوانین و رسوم زرتشتی سازگاری می‌دارد. البته برخی نیز با دیدهٔ تردید به گزارش کارنامه و شاهنامه نگریسته، آن را اسطوره‌ای و گزارشی برای مشروعیت‌بخشی به بنیان‌گذار سلسلهٔ ساسانی دانسته‌اند.
به هر روی به سبب پرشماری گزارش‌ها پیرامون تبار اردشیر، پذیرش هیچ‌کدام ساده نیست؛ البته نباید از نظر دور داشت که اکثر بنیان‌گذاران هر سلسله، برای کسب مشروعیت، مدعی بودند که از تبار پادشاهان باستانی‌اند. در این‌باره دریایی بر آن‌است که اگر اردشیر از خاندانی اشرافی رُسته بودی، بر یک گزارش تأکید داشتی؛ این درحالی‌است که داستان‌های گوناگون نشان از آن دارد وی در پی کسب مشروعیت از همهٔ سنت‌های ایرانیان و شاید اقوام بیگانه بوده است.
در منابع به پیوندهای دینی اردشیر و موبد بودن پدرش اشاره رفته است؛ از این شواهد چنین پیداست که وی با خاندان‌های سلطنتی پیوندی نمی‌داشته و تنها موبدزاده‌ای می‌بوده که از دین آگاهی می‌داشته منتها خود موبد نبوده است. وز همین روی بود که برپایهٔ آگاهی‌های مذهبی‌اش، این مجال را یافت که نخستین کسی باشد که در سنگ‌نگاره‌هایش، خود را در حال دریافت حلقهٔ پادشاهی از اهورامزدا بنمایاند؛ چیزی که یک اشراف‌زادهٔ پارسی نیاز بدان نمی‌داشت و تنها یک نورسته مجبور بود مدعی شود که تبار از ایزدان می‌دارد. شایان ذکر است گرفتن حلقهٔ پادشاهی از اهورامزدا، پیش از اردشیر سابقه نمی‌داشته و حتی در سنگ‌نگاره‌های هخامنشی نیز دیده نشده است.

## پارس پیش از برآمدن ساسانیان

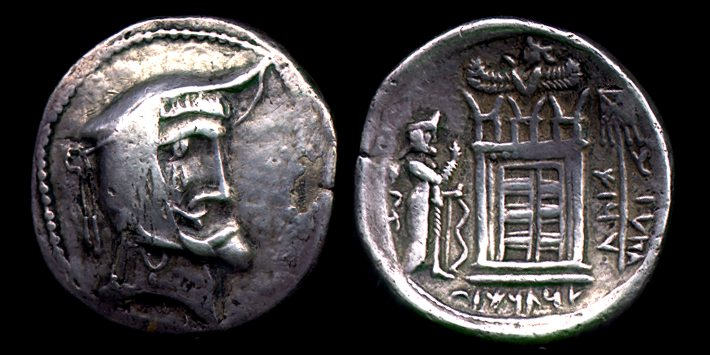
سکهٔ وادفراداد یکم. تصویر پشت سکه، بنایی شبیه به کعبهٔ زرتشت است.

پارس ایالتی که جنبش بنیان‌گذاردن دولت نوین ساسانی از آنجای آغاز گردید، در آستانهٔ سدهٔ سوم میلادی شهرت پیشین خود را از دست داده بود. از دیرباز در کنار ویرانه‌های تخت جمشید پایتخت هخامنشیان —که لشکریان اسکندر مقدونی به آتشش کشیدند— شهری نو بنام اصطخر سر برآورده بود. با آنکه شاهان محلی آن خطه، با حفظ رسم‌های کهن، نام‌های بلندآوازهٔ شاهنشاهان هخامنشی مانند دارا (داریوش) و اردشیر را بر خود می‌نهادند، اما این تقریباً تنها نمونهٔ باقی‌ماندهٔ شکوه و عظمت باستان بود. حاکمان محلی ایالت پارس که خود را وارثان برحق هخامنشیان می‌دانستند، در طول چهار و نیم سده حکومت اشکانی، تابعیت از آنان را با بی‌رغبتی پذیرفته بودند و همواره مترصد فرصتی بودند که بر اریکهٔ قدرت هخامنشیان بنشینند. ایشان پارتیان را بچشم غاصبانی بدوی می‌نگریستند که با زور حق آنان را گرفته‌اند. باقی‌مانده‌های پاسارگاد و تخت جمشید می‌توانست یادواره‌ای پایا از شکوه گذشتهٔ ایالت پارس باشد؛ گرچه آگاهی از وجود یک امپراتوری بزرگ اغلب به دست فراموشی سپرده شده‌بود.

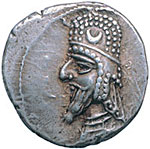
سکهٔ دارایان دوم از شاهان محلی پارس

از تاریخ چهارصد سالهٔ این ایالت، که نخست جزئی از پادشاهی سلوکیان بود و سپس بخشی از شاهنشاهی اشکانی گردید، تاکنون آگاهی چندانی به‌دست نیامده و تقریباً هرآنچه از وضعیت سیاسی ایالت پارس —پیش از برآمدن اردشیر— دانسته است، وابسته به سکه‌هایی‌است که پادشاهان محلیِ نیمه‌وابستهٔ آن سامان ضرب می‌کردند؛ برپایهٔ دانسته‌های موجود از سکه‌های پارس، تقریباً از اندکی پس از مرگ اسکندر مقدونی، بی‌انقطاع دستِ کم یک پادشاه محلی در سرزمین پارس حکومت می‌کرده است. با بودن نام‌های پادشاهانی مانند «دارا» (داریوش) و «اردشیر» بر سکه‌های شاهان محلی این خطه، اگر انگاشته نشود که دودمانی فرعی از هخامنشیان همچنان در پارس حاکم بوده‌اند، حداقل ادامهٔ حیات پاره‌ای از سنت‌های هخامنشی را در آن سرزمین گواهی می‌دهد.
در زمان سلوکیان، به‌گاه شوریدن اسکندر برادر مولون شهربان سلوکی پارس بر آنتیوخوس سوم، «فره‌ترکه» ها (شاهان محلی پارس) بر آن سرزمین فرمان می‌راندند. این نشانگر آن است که این شاهان محلی، با شهربانان سلوکی در فرمانروایی شریک بوده‌اند یا هر یک جدایگانه در بخشی از پارس فرمان می‌راندند. در زمان اشکانیان نیز شاهان محلی پارس به مانند برخی دیگر از شاهان نیمه وابستهٔ شاهنشاهی اشکانی، از حق ضرب سکه به نام خویش برخوردار می‌بودند. در آن زمان حاکمان پارس خود را «فره‌ترکه» می‌نامیدند؛ بر پایهٔ واژهٔ مترادف آن که از اسناد آرامی روزگار هخامنشیان به‌دست آمده است، این واژه باید معنای «فرمانروا» داشته باشد. از آن پس (شاید از سدهٔ دوم پیش از میلاد) عنوان‌های حاکمان پارس دگرگون شد و آنان خویش را «شاه» نامیدند. بر سکه‌های شاهان محلی پارس، تاج و نشانه‌های شاهی، تصویر پرستشگاه، آتشدان با آتشی شعله‌ور و نمادهایی از ماه و ستاره و نقش اهورامزدا ضرب شده است که نشان از این می‌دارد که در پارس برخلاف دیگر نواحی، آتش مقدس را می‌ستاییدند و ایزدان زردشتی را می‌پرستیدند و آیین کهن همچنان پای بر جای می‌بود.

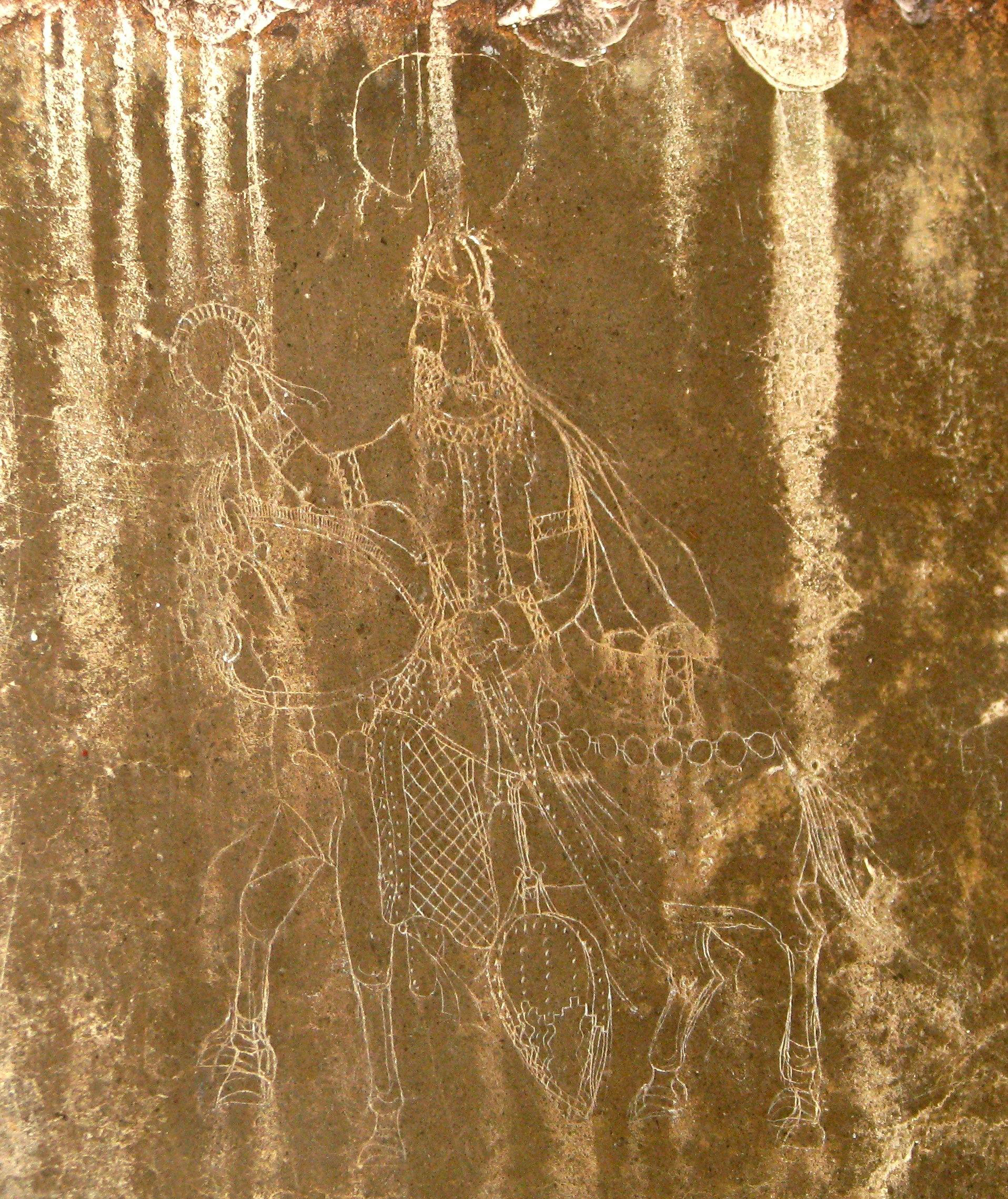
نقش سوزنیِ صحنهٔ دیهیم‌ستانی شاپور پسر بابک، کنده‌شده بر دیواری در کاخ تچر، تخت جمشید

در نقشی که از بابک و پسرش شاپور بر تخت جمشید کنده شده، بابک در حالی که لباس موبدان بر تن دارد، با یک دست دستهٔ شمشیرش را در مشت می‌فشارد و با دستی دیگر آتش آذرگاه را برهم زده و هیمه بر آن می‌افزاید و فرزندش شاپور حلقهٔ شاهی را از او می‌ستاند. در دیگر نقش‌های اعطای نشان شاهی در آن زمان یعنی نقش اعطای نشان شاهی به «خواسک، شهربان شوش» کشف شده در شوش و نقش اعطای نشان به فرمانروای الیمائیس کشف شده در بردنشانده، شاهنشاه اشکانی در حال دادن نشان فرمانروایی به شاهان محلی‌است؛ در حالی که در نقش مذکور از بابک و فرزندش شاپور بر تخت جمشید، این بابک است که با لباس موبدان در حال اعطای حلقهٔ شاهی به شاپور است. لوکونین بر این پنداشته است که نقش‌کَندهٔ اعطای نشان شاهی توسط بابک به فرزندش نشان می‌دهد که ساسانیان قدرت را در پارس به زور به‌چنگ آوردند وز همان آغاز خواهان نمایاندن عدم وابستگی خود به شاهنشاهان اشکانی بودند بدین سبب بود که در نقشِ مذکور، بابک خود رأساً نشانِ شاهی را به فرزندش اعطا می‌کند. لوکونین همچنین می‌پندارد که جامه و نشان‌های موبدانی بابک بر نقش‌ها و سکه‌های شاپور (فرزندش)، نشان از جدا بودن حاکمیت روحانی و شاهی —در آن زمان— از یکدیگر است؛ بابک موبد بزرگ بود و پسرش شاپور شاه آن سرزمین. دریایی برآن‌است که این نقش، نشان از چند چیز می‌دارد؛ نخست آنکه خاندان ساسان در پارس، هم قدرت مذهبی و هم قدرت غیرمذهبی را توأماً در دست داشتند؛ دودیگر اینکه آئین آتش —وابسته به دیانت زردشتی— پیش از برآمدن اردشیر نیز زنده بوده است؛ سه‌دیگر اینکه جای نقر نگارهٔ شاپور و بابک بر تخت جمشید، نشان از اهمیت این بنای هخامنشی نزد ساسانیان می‌دارد.

## وضعیت شاهنشاهی اشکانی پیش از پایان
پس از مرگ کومودوس امپراتور روم در ۱۹۲ میلادی، رقابت بر سر جانشینی وی میان سردارانش —پسنیوس نیگر و سپتیموس سوروس— بالا گرفت؛ در این میان، بلاش پنجم شاهنشاه اشکانی تصمیم به حمایت از نیگر در برابر سپتیموس سوروس گرفت. بر پایهٔ تاریخ هرودین، شاهنشاه اشکانی تنها توانست از حاکمان محلی تابعش درخواهد که برای یاری رساندن به نیگر، لشکر بفرستند؛ چنین می‌نماید که بلاش پنجم ارتشی بزرگ در اختیار نداشته است. در نهایت در سال ۱۹۴ میلادی، سپتیموس سوروس پیروز کشمکش قدرت در روم شد؛ وی به میان‌رودان غربی با هدف بازپس‌گیری مناطق از دست رفته لشکر کشید؛ جزئیات دقیق این لشکرکشی مشخص نیست اما به هر روی «اسروئن» و «نصیبین» باز تسخیر شدند. سپتیموس سوروس سپس به دلیل شورش کلودیوس آلبینوس به روم بازگشت؛ در زمان بازگشت سپتیموس از میان‌رودان، وضع شاهنشاهی پارتی بسیار آشفته بود. سپتیموس سوروس در سال ۱۹۷ میلادی جنگ علیه اشکانیان را از سرگرفت. در همین میان بلاش پنجم، شورشی در شرق شاهنشاهی را سرکوب کرد؛ نارسس حاکم آدیابن (ناحیه‌ای در غرب دریاچه ارومیه کنونی) از پذیرش همراهی بلاش پنجم برای لشکرکشی بسوی شرق برای سرکوبی شورش سر باز زد؛ این عدم پذیرش و نیز روابط دوستانهٔ نارسس با روم، باعث حملهٔ بلاش پنجم به آدیابن و تخریب چند شهر از آن و نیز کشتن نارسس شد.

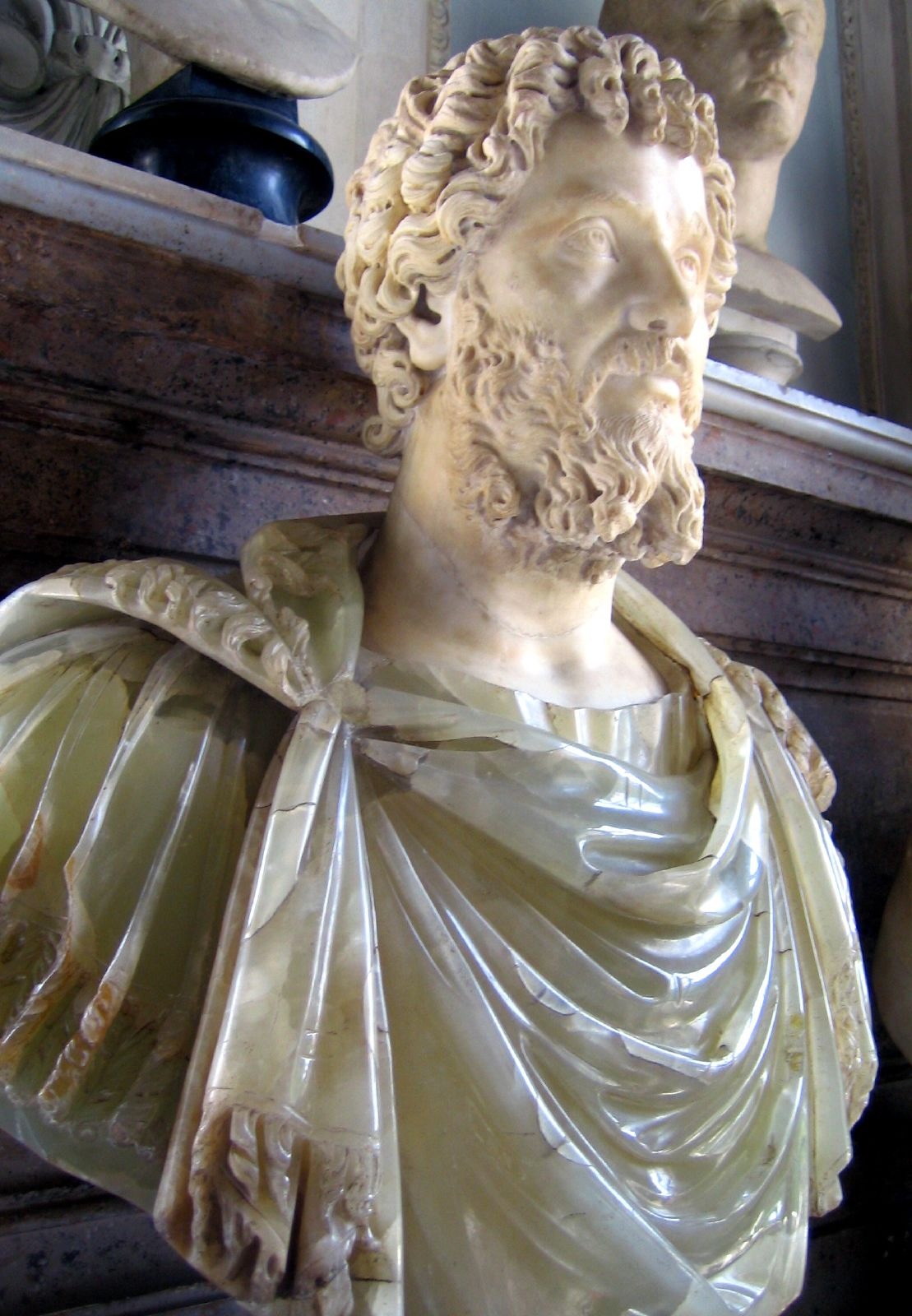
تندیس نمادین سپتیموس سوروس، پلازا نووو، تپه کاپیتول

 بلاش پنجم سپس به سوی نصیبین پیش رفت و آنجای را محاصره کرد اما با رسیدن کمک روم به شهر، بلاش پنجم از محاصره دست کشیده و موفق به تسخیر شهر نشد. پس از آن سوروس پیشروی در جهت فرات و رو به جنوب را آغازید و در این مسیر سلوکیه و بابل را بدون مقاومت اشغال کرد، اگرچه در اواخر سال ۱۹۸ میلادی در هنگام سقوط تیسفون، رومیان سخت جنگیدند. به هر روی رومیان نتوانستد مناطق اشغالی را در دست نگاه دارند؛ آنان به دلیل کمبود آذوقه و تدارکات مجبور به عقب‌نشینی شدند. رومیان در بازگشت تصمیم به تسخیر هترا گرفتند که موفق نشدند و در بهار ۱۹۹ میلادی، باز بخت خود را برای چیرگی بر هترا آزمودند که اینبار با تلفاتی سخت مجبور به دست‌کشیدن از سوریه شدند. در همین «ایام پُرتب و تاب شاهنشاهی بلاش پنجم» و تاختن و ویران ساختن میان‌رودان توسط سپتیموس سوروس بود که احتمالاً بابک بیشتر ایالت پارس را زیر حاکمیت خود متحد ساخته‌باشد. علی‌الظاهر در آن گاه پیمان صلحی میان دو قدرت وقت بسته شد اگرچه مورخان باستانی هیچ سخنی از آن به میان نیاورده‌اند. به هر روی تا پیش از مرگ بلاش پنجم در سال ۲۰۶ یا ۲۰۷ میلادی و نیز مرگ سپتیموس سوروس در ۲۱۱ میلادی، روابط میان اشکانیان و رومیان صلح‌آمیز بود. پس از مرگ بلاش پنجم، پسرش بلاش ششم بر تخت شاهنشاهی تکیه زد ولیکن طولی نکشید که حاکمیتش از سوی برادرش اردوان چهارم به چالش کشیده شد. اردوان در حدود سال ۲۱۳ میلادی، شورشی را علیه برادرش بلاش ششم به راه انداخت و حاکمیت بخش بزرگی از شاهنشاهی پارت را به چنگ آورد؛ از سکه‌های یافت شدهٔ اردوان در همدان چنین برمی‌آید که بر سرزمین ماد فرمان می‌رانده است.

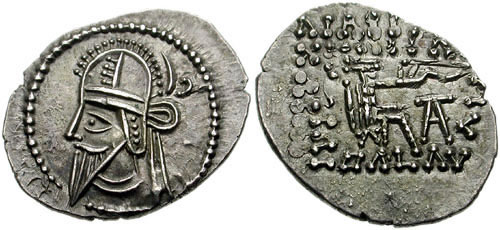
سکهٔ بلاش ششم؛ ضرب همدان

همچنین بر پایهٔ سنگنبشته‌ای از وی در شوش، کنترل آن منطقه را نیز در دستان اردوان دانسته‌اند. در آن سوی، براساس سکه‌های یافت شدهٔ بلاش ششم در سلوکیه، آن سرزمین زیر کنترل بلاش ششم بوده است. در روم نیز پس از مرگ سپتیموس سوروس، فرزندش کاراکالا به قدرت رسید. اگرچه دانسته‌ها درباب کشمکش میان اردوان و بلاش اندک است، اما در منابع لاتین چنین گفته آمده که کاراکالا به ستیز خانگی پارتیان توجه ویژه‌ای داشت و آشفته بودن شرایط پارتیان را به سنای روم گزارش کرده بود. آگاهی از جنگ داخلی در شاهنشاهی اشکانی، احتمالاً کاراکالا را در «اندیشهٔ یک پیروزی نظامی» دلگرم ساخته و بسوی بدست‌آوردن موفقیت‌هایی بزرگتر از آنِ پدرش (سپتیموس سوروس) در جنگ با اشکانیان سوق داده‌باشد. در این زمان که امپراتور کاراکالا احتمالاً از پیش در حال تهیهٔ نقشه‌ای برای شروع یک جنگ تازه با پارتیان بوده‌باشد، در جستجوی بهانه‌ای برای آغاز جنگ، در سال ۲۱۴ یا اوایل ۲۱۵ میلادی، درخواستی مبنی بر استرداد دو فراری را (فیلسوفی بنام آنتیوخوس و ناشناسی تیرداد نام) برای بلاش ششم فرستاد؛ بلاش نیز دو فراری را بازپس داد؛ با این همه باز کاراکالا به ارمنستان لشکر کشید.
از درخواستِ کاراکالا به بلاش ششم برای بازپس‌دهی دو فراری، چنین برمی‌آید در آن برهه، رومیان بلاش ششم را قدرت واقعی و شاه بزرگ پارتیان می‌پنداشتند. چیزی در حدود یک سال بعد یعنی ۲۱۶ میلادی، کاراکالا برای حمله به پارت، بهانه‌ای دیگر تراشید؛ وی اینبار از اردوان [و نه بلاش ششم] درخواست که دخترش را به زنی به وی دهد که اردوان نپذیرفت و جنگ در تابستان ۲۱۶ میلادی آغاز شد. برپایهٔ این درخواستِ کاراکالا از اردوان، چنین پنداشته شده که در آن هنگام، اردوان در کشمکش داخلی با بلاش ششم «دستِ بالا» را یافته اگرچه سکه‌های بلاش ششم تا سال ۲۲۱–۲۲۲ میلادی در سلوکیه ضرب می‌شده است. اگرچه مسیرِ دقیق لشکرکشی رومیان مشخص نیست، یقیناً آنان بر آربلا مرکز آدیابن چیره شدند؛ ظاهراً پارتیان از یک رویارویی بزرگ اجتناب می‌کردند؛ اما در اوایل ۲۱۷ میلادی سیاستی تهاجمی به سوی میان‌رودان در پیش گرفتند. در این هنگام بود که کاراکالا که در راه حران بود، به‌دست فرماندهٔ محافظانش ماکرینوس کشته شد. ماکرینوس پس از رسیدن به قدرت، تمایل خویش به صلح با پارتیان را با «انداخت تقصیر جنگ بر گردن کاراکالا» و «آزادی زندانیان پارتی» نمایاند ولیکن اردوان با علم به داشتن دستِ بالا، درخواست «چشم‌پوشی روم از سراسر میان‌رودان»، «بازسازی شهرها و دژهای ویران شده» و «پرداخت غرامتِ تخریب گورستان شاهنشاهی آربلا» را از رومیان کرد.

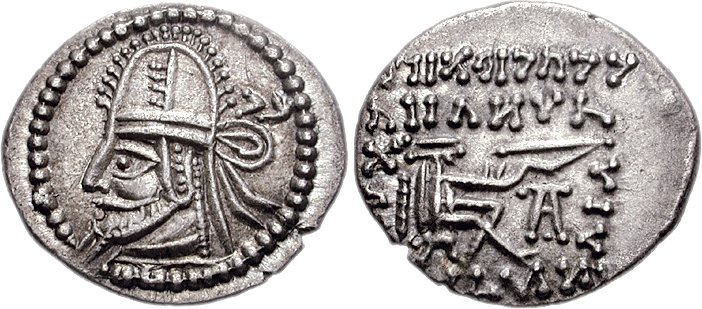
سکهٔ اردوان چهارم؛ ضرب همدان

ماکرینوس از پذیرش درخواست‌های گستردهٔ پارتیان سرباز زد و جنگ از سر گرفته شد و نقطهٔ اوجش نبردی سه روزه در نصیبین بود. اگرچه در آراء تاریخ‌نگاران جهان باستان پیرامون نتایج این نبرد اختلاف نظر وجود می‌دارد، اما واضحاً پی‌آمد این نبرد شکست روم بوده است؛ پس از پایان جنگ، مذاکرات صلح آغاز شد و در سال ۲۱۸ میلادی به پیمانِ صلحی رسمی انجامید که به موجب آن رومیان ۵۰ میلیون دینار به پارتیان پرداختند و ارمنستان و شمال میان‌رودان دردست رومیان باقی‌ماند. احتمالاً در حدود سال ۲۲۰ میلادی بود که حاکمی محلی در پارس (اردشیر بابکان) آغاز به تصرف سرزمین‌های دور و نزدیک کرده‌باشد؛ در آن هنگام اردوان توجه چندانی به کنش‌های وی نداشت و وقتی آهنگ پیکار با وی کرد که بسیار دیر شده بود؛ در نهایت اردشیر در نبرد هرمزدگان به حیات خاندان اشکانی پایان داد و سلسلهٔ ساسانی را بنیان گذاشت؛ با این همه، پایان سلسلهٔ اشکانی، به معنای نقطهٔ پایانی بر همهٔ خاندان‌های پارتی نبوده است. موسس خورناتسی مورخ ارمنی، گزارش‌هایی از نقش و یاری برخی خاندان‌های پارتی —همچو سورن‌ها و اسپهبدان—، در برآمدن اردشیر را نقل کرده است.

## زندگانی

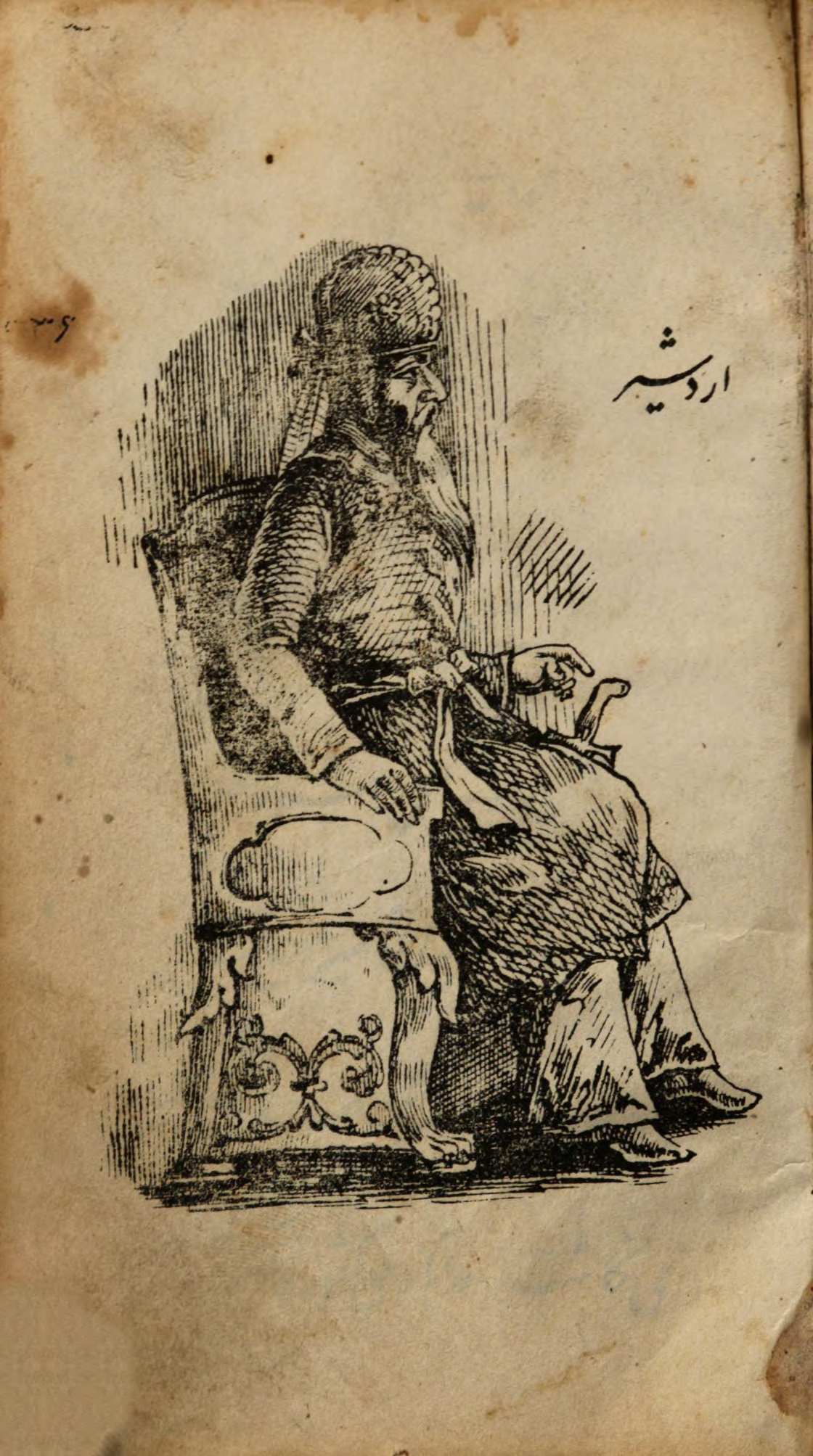
نگاره‌ای از اردشیر بابکان در نامهٔ خسروان

### سال‌های آغازین زندگانی تا برآمدن و قدرت‌گیری
برپایهٔ گزارش طبری، اردشیر در دهی بنام «طیروده» از روستای «خیر» در حومهٔ اصطخرِ پارس در خانواده‌ای سرشناس زاده شد؛ پدربزرگش ساسان متولی معبد آناهیتا در اصطخر و مادربزرگش رام‌بهشت از خاندان بازرنگی بود. طبری می‌افزاید، وقتی اردشیر هفت ساله بود، بابک پدر اردشیر از گوچهر —شاه محلی در ایالت پارس— درخواست که اردشیر را برای پروردن نزد تیری، فرماندهٔ دژ دارابگرد بفرستد؛ گوچهر نیز چنین کرد. پس از مرگ تیری، اردشیر بر جای وی بنشست و فرماندهٔ دژ دارابگرد گشت.
برپایهٔ منابع موجود، بابک پدر اردشیر موبد آتشکدهٔ آناهیتا بود. او توانست جنگاوران محلی پارس که به این ایزد باورمند بودند را گرد هم آورد. در این هنگام، حکومت بلاش پنجم به‌سبب یورش سپتیموس سوروس امپراتور روم به میان‌رودان آشفته بود. احتمال دارد بلاش پنجم، بابک را پس از آنکه سربه‌شورش برآورد شکست داده، تا مدتی مجبور به گردن نهادن به حکومت پارتیان کرده‌باشد. احتمالاً قلمروی بابک نیز چیزی فراتر از خطهٔ پارس نبوده‌باشد.
برپایهٔ منابع عربی-فارسی، اردشیر خیزش خود را زمانی آغازید که ارگبد دژ دارابگرد در شرق پارس بود. قدیمی‌ترین شواهد باستان‌شناختی از دوران حکومت اردشیر، از اردشیرخوره (گور یا فیروزآباد کنونی) در حاشیهٔ جنوبی پارس به‌دست آمده است؛ بدین‌ترتیب اردشیر، در مبارزهٔ خویش از اردشیرخوره، دور از دژ شاهان محلی پارس در اصطخر و دورتر از شاهنشاه اشکانی به پای می‌خیزد. آغاز خیزش اردشیر احتمالاً با نخستین سنگ‌نگاره‌اش در فیروزآباد (شهر گور یا اردشیرخوره) مرتبط باشد؛ در این سنگ‌نگاره وی پیشاپیش ملازمانش در حال ستاندن حلقهٔ شاهی از اهورامزدا نگاشته شده است. اردشیر فرایند توسعهٔ حکومتش را با کشتن چندین پادشاه محلی و تسخیر قلمروهایشان آغازید؛ بنا بر گزارش طبری، پس از آن اردشیر از پدرش بابک درخواست که در برابر گوچهر درایستاده، سر به شورش برآورد. بابک نیز چنین کرد و بر گوچهر شورید و وی را بکشت. دریایی برآن‌است که بابک حاکمی محلی می‌بوده که سودای چیرگی بر اصطخر را در سر می‌پرورانده است و در آخر به‌یاری پسر بزرگترش شاپور، توانست بدان دست یابد؛ این بدان معناست که برخلاف گزارش طبری، سبب شوریدن بابک بر گوچهر حاکم اصطخر، درخواست و دستور اردشیر نبوده است و این را از سکه‌های مشترک بابک و پسرش شاپور می‌توان پنداشت. سپس بابک به اردوان چهارم نامه بنوشت و اجازه خواست تا پسرش شاپور را به‌جای گوچهرِ «سرنگون‌شده» بر اریکه قدرت بنشاند؛ اردوان در پاسخ بابک و پسرش اردشیر را یاغی شناخت. اردوان چهارم علی‌رغم شکست دادن رومیان، در داخل کشور با مشکل مبارزه‌جوییِ بلاش ششم روبرو بود که در فاصلهٔ ساله‌های ۲۲۲/۲۲۱ میلادی به نام خود سکه زده‌بود و این نمایانگر آن است که در آنگاه، هیچ شاهنشاهِ نیرومندی بر شاهنشاهی اشکانی تسلط نداشته بود. در آن هنگام که اردوان با چالش مهمتری دست و پنجه نرم می‌کرد، نمی‌توانست برای بپای‌خیزی یک نوخاسته در پارس اهمیت زیادی قائل شود. پس از چندی بابک در تاریخی نامشخص مُرد و پسرش شاپور بر تخت نشست؛ پس از آن میان دو برادر (شاپور و اردشیر) کشمکش و نزاع درگرفت اما شاپور به‌طور اتفاقی درگذشت. منابع چنین آورده‌اند که شاپور در هنگام حمله به دارابگرد، در ویرانه‌خانه‌ای توقف کرد و ناگهان سنگی از سقف جدا شد و بر سر وی اصابت کرد و شاپور در دم جان داد. پس از این واقعه، دیگر برادران تاج و تخت پارس را به اردشیر واگذاشتند و این‌چنین اردشیر شاه پارس شد. شاید بتوان اردشیر و پیروانش را متهمان اصلی مرگ مرموز شاپور دانست چون آنان از این «مرگ تصادفی» سود بردند؛ اما این اتهام اثبات‌پذیر نیست.

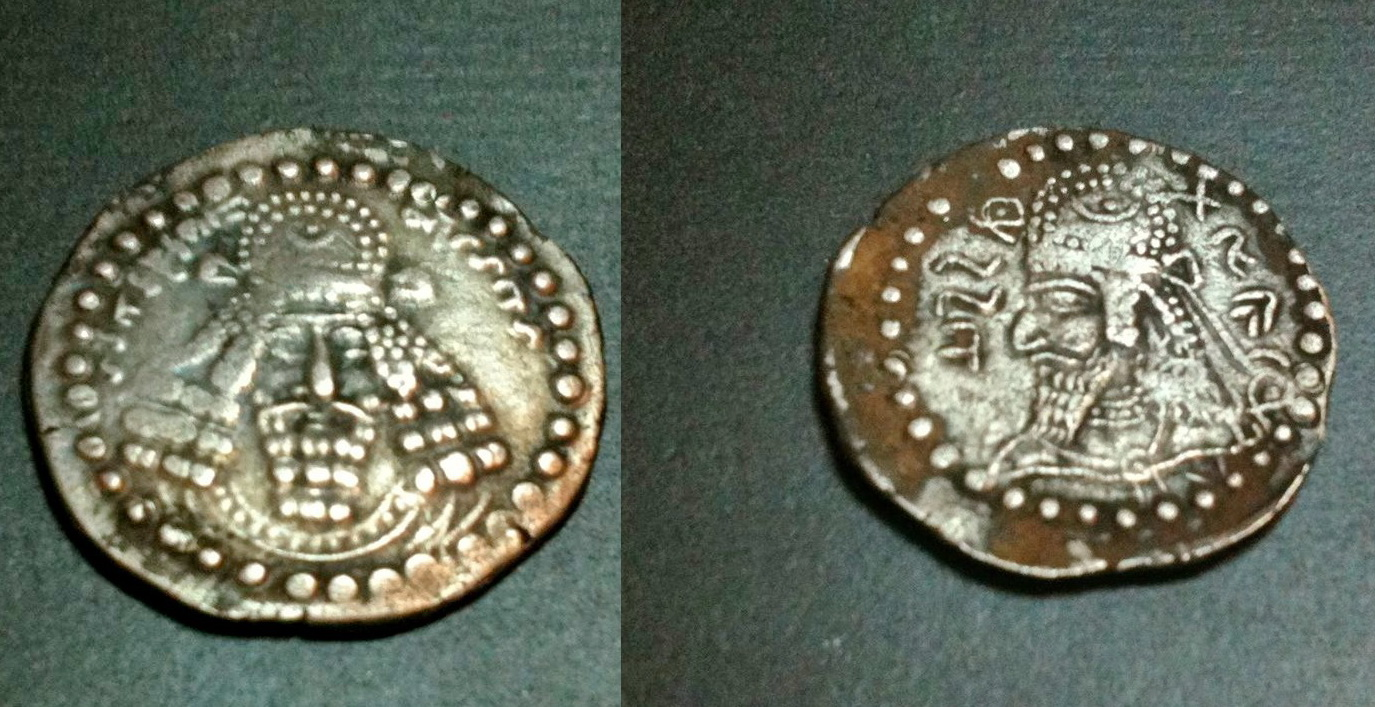
طرحی از سکهٔ دستهٔ نخست اردشیر بابکان؛ شمایل تمام‌رخ اردشیر بر روی سکه؛ چهرهٔ نیم‌رخِ بابک بر پشت سکه.

تصویر بابک هم بر سکه‌های پسرش شاپور و هم بعدتر برسکه اردشیر نقش شده است؛ در تصویر بابکی که بر پشت سکه‌های شاپور نقش شده است، وی سرپوشی ناهمسان با سرپوش‌های معمول اشکانیان و شاهان محلی پارس بر سر می‌دارد و این فقط پسرش شاپور است که سرپوشی شاهانه بر سر پوشانده است. برپایهٔ گزارش‌های سلطنتی، این بابک بود که گوچهر شاه محلی پارس را سرنگون ساخت و پسرش شاپور را برجای وی نشاند؛ اردشیر از پذیرش گماشتن شاپور سرباز زد و برادر خویش و هر که در برابرش ایستاد را حذف کرد و سپس سکه‌ای منقوش به چهرهٔ خود بر روی سکه و پدرش بابک در پشت سکه ضرب کرد. تصویر بابک بر سکه‌های اردشیر-بابک، برخلاف تصویرش وی بر سکه‌های شاپور-بابک، سرپوشی همچو شاهان محلی پارس بر سر می‌دارد. برپایهٔ توضیحات داده‌شده از نقش بابک بر سکه‌ها، محتمل است نقشِ تعیین‌کننده‌ای که از اردشیر در رهبری شورش علیه دولت مرکزی ترسیم شده است، محصول خوانش‌های متأخرتر تاریخی باشد. احتمالاً در آن گاه بابک بیشتر ایالت پارس را زیر حاکمیت خود متحد ساخته‌باشد زیرا تصویر وی بر سکه‌های اردشیر نیز وجود می‌دارد.
اردشیر در فرایند بسط سرزمینی قدرت خویش، بسیاری شاهان محلی و زمین‌داران وابسته به پارتیان را مطیع خود ساخت. در مرحلهٔ نخست شورش، اردشیر با کنش‌هایی مانند ضرب سکه و ساخت شهرهای نو، قدرت مرکزی اشکانیان را به چالش کشید. به‌هرروی بدون وجود نارضایتی عمومی و رغبت نسبت به شورش در برابر اشکانیان، دورنمایی از پیروزی برای اردشیر نمایان نبود. فی‌المثل برپایهٔ منابع، حاکم سرزمینی در شمال شرقی تیسفون که به سریانی «بیت گرمه» می‌گفتندش و مرکزش کرکوک کنونی می‌بود، به همراه شارات نامی که پادشاه آدیابن می‌بود، اردشیر را در شورش علیه اشکانیان یاری کرد. اردشیر برای استحکام قدرت خویش، تنی چند از بزرگان را در داربگرد بکشت؛ سپس به کرمان یورش برد و آنجا را نیز تسخیر کرد و سراسر پارس و کرمان و سواحل خلیج فارس را در دست گرفت. در این هنگام اردشیر کاخ و آتشکده‌ای در گور (فیروزآباد کنونی) ساخت که آثار ویرانهٔ آن هنوز پدیدار است و بنام کاخ اردشیر بابکان خوانده می‌شود. وی یکی از پسرانش که باز اردشیر نام داشت را حاکم کرمان گردانید. اردوان شاهنشاه اشکانی به حاکم شوش فرمان داد که به اردشیر حمله کرده، شورش وی را فرونشانده و وی را به تیسفون بفرستد؛ اردشیر پس از آنکه در جنگ با «شادشاپور حاکم سپاهان»، وی را شکست داد و کشت، رو به جانب خوزستان نهاد و حاکم شوش را نیز بشکست و قلمروی وی را نیز به‌پیوست سرزمین‌های زیر حاکمیت خود درآورد. سپس به «ایالت میشان در مصب دجله» لشکر کشید و آنجا را تسخیر و ضمیمهٔ قلمروی خود نمود.

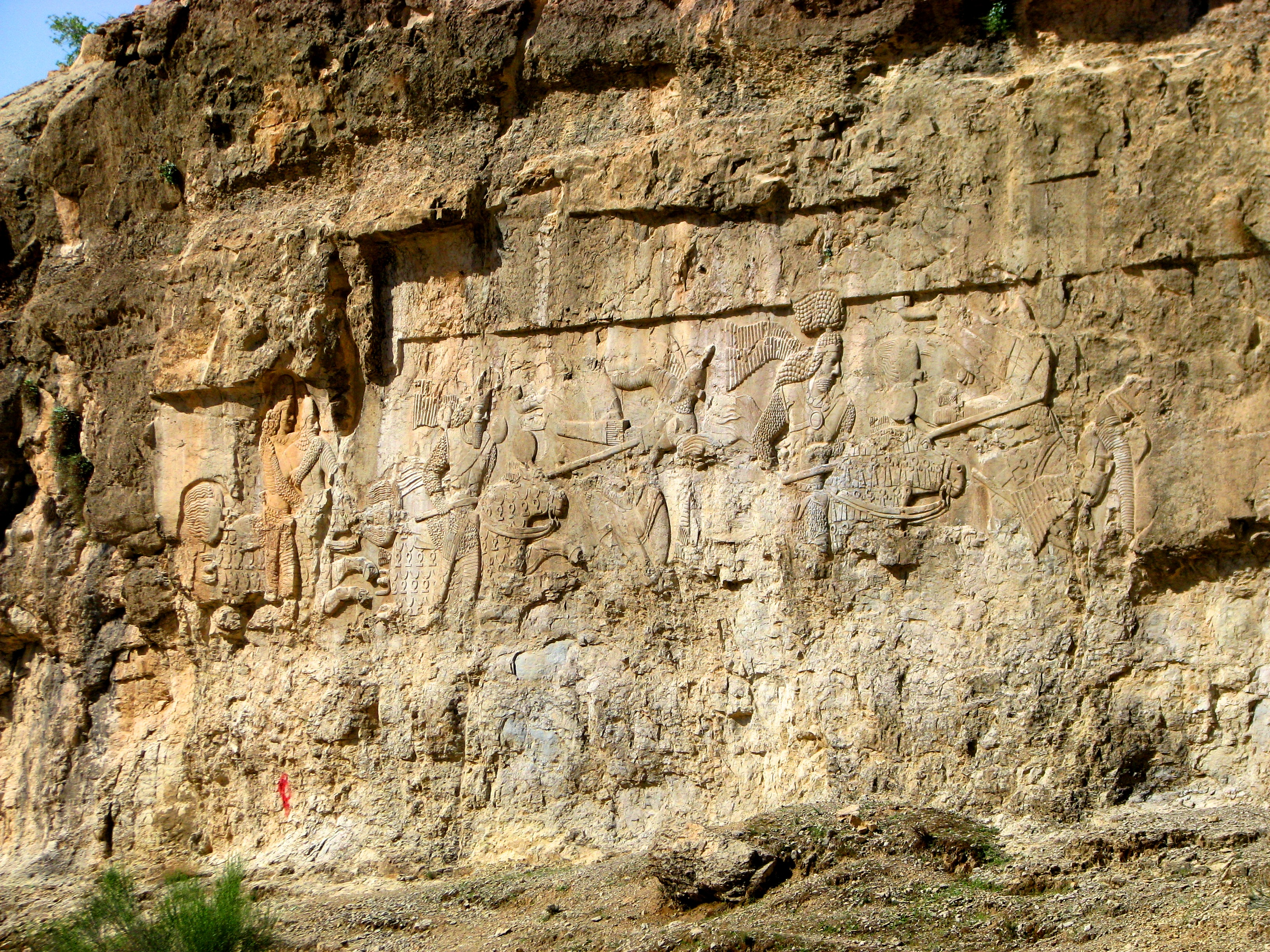
نخستین سنگ‌نگارهٔ اردشیر؛ یادوارهٔ پیروزی اردشیر بر اردوان در نبرد هرمزدگان، کنده شده در فیروزآباد کنونی

سرانجام در جنگ اردشیر با اردوان در نبرد هرمزدگان در ۲۸ آوریل (برابر با ۹ اردیبهشت) ۲۲۴ میلادی، اردوان به‌دست اردشیر کشته و با کشته شدنش سلسلهٔ اشکانی نیز سرنگون شد. سال وقوع این نبرد به‌گواه کتیبهٔ شاپور یکم در بیشاپور تأیید شده است. گزارش مبسوط از نبرد هرمزدگان، احتمالاً برساخته‌شده برای تاریخ رسمی ساسانیان بوده‌باشد؛ اگر گمانهٔ مذکور درست باشد، این نگاشته احتمالاً «منبع اصلی تاریخ طبری» بوده است. پس از کشته‌شدن اردوان، کشورگشایی اردشیر پایان نیافت. طی فرایندی، خاندان‌های بزرگِ زمین‌دار پارتی، [خواسته یا ناخواسته] یا مطیع اردشیر شدند یا مغلوب وی گردیدند.
منابع متأخر همواره بیزاری ساسانیان از هرآنچه که برگرفته از پارتیان باشد تأکید داشته‌اند؛ وجود چنین نگرشی در اردشیر قابل درک است اما حتی وی نیز ناگزیر بوده است که دولت نوظهور خود را به یاری دیگر خاندان‌های برجستهٔ ایران —که خود یا با اشکانیان همدل بودند یا برکشیدهٔ آنان بودند— بر شالوده‌های اشکانی برآورد. اما در نسل‌های بعدی شاهنشاهان ساسانی نیز تغییر در این بیزاری از اشکانیان دیده نمی‌شود. از این روی چنین می‌توان پنداشت که پارتیان، سلطهٔ سخت‌تر و مستبدانه‌تری از آنچه پنداشته می‌شود بر شاهان فرمانگذار خود اعمال می‌کردند و احتمالاً همین علت بود که راه را برای پیروزی اردشیر باز کرده‌باشد.

### پس از شاهنشاهی
پیرامون سال تاجگذاری اردشیر بابکان اختلاف نظرهایی میان صاحب نظران وجود می‌دارد؛ برپایهٔ آراء و محاسبات و.ب. هنینگ، اردشیر در ۲۸ آوریل ۲۲۴ میلادی تاج گذارده است؛ ولیکن محاسبات س.ح. تقی‌زاده، تاریخ این رویداد را ۶ آوریل ۲۲۷ میلادی نشان می‌دهد. جوزف ویزه‌هوفر نیز برپایهٔ دیگر منابع، سال تاجگذاری اردشیر در تیسفون را ۲۲۶ میلادی و در هنگام لشکرکشی به شمال میان‌رودان می‌داند.
به‌هرروی اردشیر با برگزیدن عنوان «شاهنشاه»، میل خود را برای نیل به فرمانروایی آشکار ساخت. در حدود سال‌های ۲۲۶–۲۲۷ میلادی، اردشیر در خلال لشکرکشی برای تسخیر مناطق شمال‌غربی کشور، کوششی ناموفق برای مسخر ساختن هترا —که پیش از آن نیز تراژان و سپتیموس سوروس در فتحش شکست خورده‌بودند— را تجربه کرد. شایان ذکر است در اواخر عصر اشکانیان، هترا به‌دلیل رو به سستی نهادن حکومت مرکزی پارتیان، به‌صورت نیمه‌مستقل درآمده‌بود. پس از این تلاش ناموفق اردشیر در غرب، وی تسخیر شرق کشور و «مطیع‌سازی» زمین‌داران بزرگ پارتی، نجیب‌زادگان محلی و خاندان‌های بزرگ ایرانی را آغازید و با موفقیت به‌سرانجام رسانید. وسعت و محدودهٔ دقیق قلمروی زیر فرمان اردشیر را نمی‌توان به‌درستی تعیین کرد. احتمالاً حوزهٔ قلمروی اردشیر در غرب، تا مرزهای سنتی میان رومیان و پارتیان در شمال غربی کشیده‌شد؛ در شرق نیز حاکمان کوشان و توران و احتمالاً صحرای مرو به شاهنشاهی اردشیر گردن نهاده‌باشند؛ و در جنوب غربی هم، بخشِ شمالیِ «سواحل عربی خلیج فارس» به‌جنگ مسخر گشت.

### جنگ با رومیان
بر پایهٔ اطلاعاتی که منابع لاتین و یونانی به‌دست می‌دهند، نخستین برخورد «قدرت نوظهور ساسانی» در مرزهای غربیِ خود با روم، در زمان اردشیر و در سال ۲۳۰ میلادی، با حملهٔ ایرانیان به مناطق زیر حاکمیت روم در شمال میان‌رودان رخ داد. اردشیر، نصیبین که یکی از دو دژِ سامانهٔ دفاعی رومیان در میان‌رودان —و آن دیگر حران— بود را محاصره کرد اما موفق به تسخیرش نشد؛ یورش سواران ساسانی به دیگر نقاط سوریه و کاپادوکیه کشیده شد و بدانجای نیز تاختن آوردند. پس از کوشش بی‌حاصل رومیان برای مصالحه با اردشیر، سرانجام الکساندر سوروس در سال ۲۳۲ با بی‌میلی و اکراه آهنگ مقابله با ایرانیان کرد. نیروهای رومی به فرماندهی الکساندر سِوِروس به استعداد یک ستون نظامی به ارمنستان و دو ستون به جنوب حمله کردند؛ اگرچه از جزئیات رخدادها اطلاع دقیقی در دست نیست، اما دانسته است که رومیان در شمال (ارمنستان) به پیروزی‌هایی رسیدند ولیکن نیروهایی که به میان‌رودان جنوبی اعزام داشتند، به‌سبب دشواری‌های طبیعیِ آنجا، کاری از پیش نبردند. به هر روی حملهٔ اردشیر، توسط روم دفع گردید.

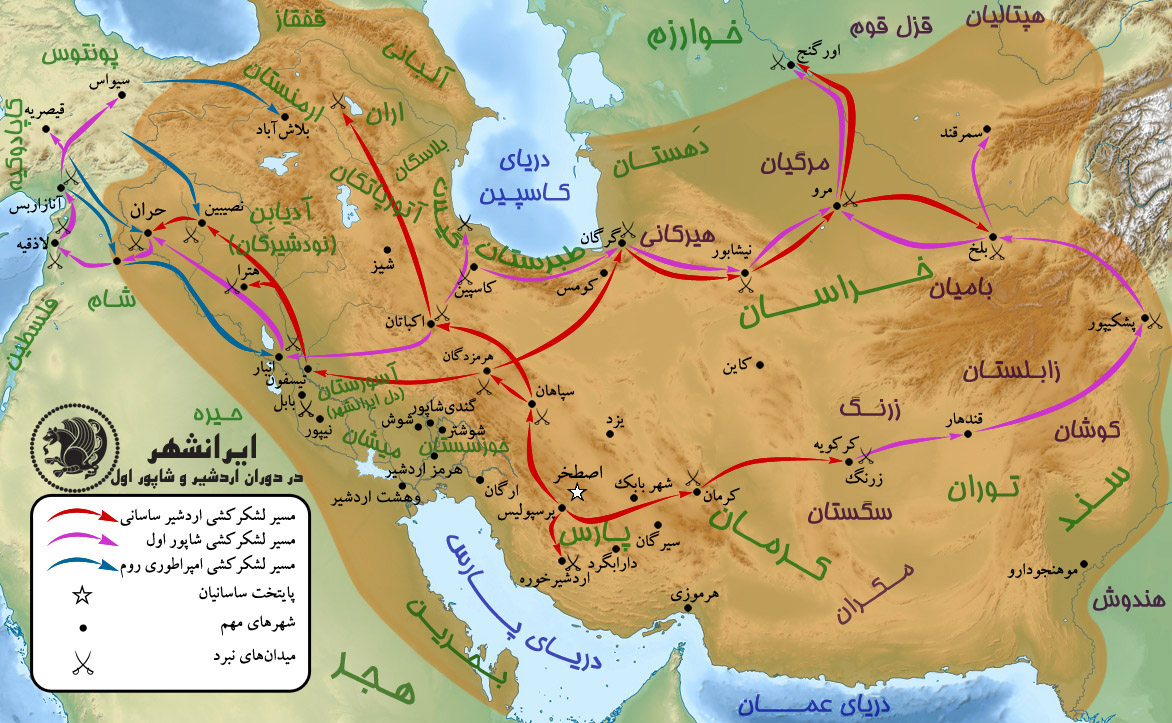
نقشهٔ لشکرکشی‌ها و نبردهای اردشیر بابکان و شاپور یکم

البته «نخستین آزمون نبرد میان ساسانیان و رومیان»، بی‌داشتن حاصلی مثبت برای رومیان به‌پایان رسید؛ اگرچه الکساندر سوروس به‌پاس پیروزی خود جشنی در روم برپای داشت و در نوشته‌های رومی، به این جنگ — به‌سبب حفظ مرزهای پیشین امپراتوری روم — به مثابهٔ پیروزی نگریسته شده است و الکساندر سوروس به مثابهٔ یک فرد پیروز در روم ظاهر شد. در این نبرد، خسارت‌های بسیاری نیز بر نیروهای ایرانی وارد آمد و تلفات زیادی متحمل شدند. در منابع متأخرتر عربی–فارسی، هیچ اشاره‌ای به این نبرد و عدم پیروزی اردشیر به‌میان نرفته است؛ احتمالاً سبب این عدم ذکر، ننگ‌آور انگاشتن این حادثه توسط اردشیر بوده‌باشد.
با اینکه، هیچ پیمان صلح رسمی‌ای امضاء نشد اما در سال‌های بعد، مرزهای شرقی روم دگرباره مورد هجوم ساسانیان قرار نگرفت. شاید برای رومیان الحاق هترا به دژهای سامانهٔ دفاعی مرزی خویش مهم‌تر بود. مردم هترا می‌دانستند که خودمختاری نسبی آنان —که در اواخر دوران پارتیان به دلیل ضعف حکومت مرکزی اشکانی ممکن شده‌بود— از جانب سیاست‌های اعلام شدهٔ ساسانیان در خطر بود. سیاست خارجی حاکمان تازه ایران در پیشروی به سوی غرب بود و شاید این به سبب انحراف افکار عمومی از مشکلات داخلی کشور بوده‌باشد؛ درحالی‌که رویهٔ پارتیان و رومیان در سال‌های آخر این بود که همهٔ چیز را به حال خود همانگونه که هست رها کنند.
قتل الکساندر سوروس به‌دست سربازانش و پسامد آن که آشوب‌هایی در روم را در پی داشت، اردشیر را برای حملهٔ دوباره به روم انگیخت. اردشیر در حدود سال‌های ۲۳۷–۲۳۸ میلادی نصیبین و حران را تصرف کرد و به شهر دورا یورش برد؛ سپس به هترا —که شهری تجاری و مرکز آمدوشد کاروان‌های بازرگانی بود— لشکر کشید. هترا دربرابر محاصرهٔ ایرانیان سخت درایستاد تا پیش از آوریل یا سپتامبر ۲۴۰ میلادی سقوط نکرد؛ چنین می‌نماید که شهر هترا، به مثابهٔ نقطهٔ فشار و عملیات علیه میان‌رودان رومی برگزیده شده‌بود. احتمالاً سقوط هترا سبب‌ساز جنگ‌های گوردیان سوم با ایران شده‌باشد.
در تاریخ اسطوره‌ای-ملی ایرانیان، نبرد هترا و حادثهٔ سقوطش با داستانی عشقی همراه شده است. برپایهٔ این داستان، به‌گاه لشکرکشی ایرانیان به هترا، دختر پادشاه شهر به عشق شاپور یکم پسر اردشیر گرفتار آمده‌بود و از وی قول ازدواج بگرفت و سپس دروازهٔ شهر را بر شاپور بگشود، آنگاه ایرانیان شهر را بگرفتند و آن را ویران ساختند؛ پس از آنکه شاپور در شب عروسی از مهربانی و توجه پادشاه به دخترش آگاهی یافت، به‌سبب ناسپاسی دختر به چنین پدری، بگفت تا وی را بکشند.

### سال‌های پایانی و مسئلهٔ جانشینی

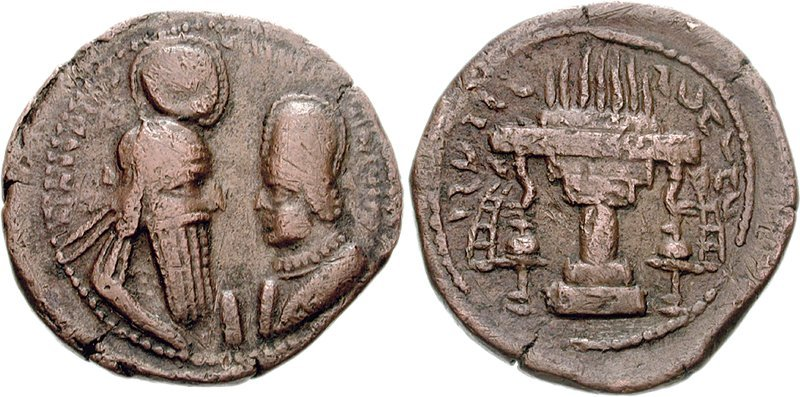
طرحی از سکهٔ دستهٔ سوم اردشیر بابکان؛ شمایل اردشیر و پسرش شاپور بر روی سکه؛ نمایی از آذرگاهی افروخته بر پشت سکه

به‌سبب دشواری‌هایی که در منابع است، سال‌های پایانی و روز مرگ اردشیر چندان روشن نیست. احتمالاً شاپور، پسر اردشیر، به عنوان شریک در پادشاهی، در ۱۲ آوریل (۲۳ فروردین) ۲۴۰ میلادی، تاج بر سر نهاده‌باشد. این زمان از سنگ‌نگاره‌های پیرچاوش واقع در سلماس در شمال غربی ایران که سهیم شدن شاپور در پادشاهی را نشان می‌دهد گرفته شده است. پاسخ این پرسش که آیا شاپور به عنوان شاهی بی‌شریک در دوران زندگانی اردشیر تاج بر سر نهاده، وابسته به تفسیر نوعی سکهٔ خاص است. در این سکه‌ها، شمایل اردشیر و پسرش شاپور همراه یکدیگر بر روی سکه کنده شده است. شریک‌سازی شاپور در شاهنشاهی، احتمالاً به‌تدبیر اردشیر بوده تا مسئلهٔ جانشینی را بی‌دردسر حل کرده‌باشد؛ دلیل این امر آن بود که اردشیر پسران دیگری هم داشت و بیم آن می‌رفت که همچو خودش، ایشان نیز چشم به تاج و تخت دوخته باشند.
پیرامون سال شراکت شاپور در شاهنشاهی با اردشیر، در دست‌نبشته‌های مانوی کلن به زبان یونانی دربارهٔ زندگی مانی چنین آمده است:
| « | هنگامی که من بیست و چهار ساله شدم، در سالی که پادشاه ایران، دری-اردشیر شهر هترا را بگشود، و در سالی که شاپورشاه، پسرش، بزرگ‌ترین دیهیم را در ماه فارموثی، در روزماه [هشتمِ ماه فارموثی]، بر سر نهاد، خداوند من که خجسته‌ترین است مرا به احسان خویش سرافراز کرد، مرا به لطف خویش فراخواند… | » |

با محاسبهٔ ماه و سال مصری دانسته می‌شود که تاجگذاری شاپور به عنوان شریک پادشاهی پدرش، در ۱۲ آوریل سال ۲۴۰ میلادی (نخستین روز از ماه بابلی نیسان در سال ۵۵۱) اتفاق افتاد. پادشاهی هم‌زمان اردشیر و شاپور، ظاهراً تا اوایل ۲۴۲ میلادی طول کشید. بدین ترتیب این مسئله پیش روی است که شاپور احتمالاً دو بار تاج بر سر گذاشته‌باشد؛ یکی به عنوان شریک پادشاهی در ۲۴۰ میلادی و بار دگر در ۲۴۳ میلادی به‌مثابهٔ شاهنشاهی تنها؛ ولیکن احتمال بیشتر آن است که وی تنها یک‌بار و آن‌هم در سال ۲۴۰ میلادی، تاج بر سر هِشته باشد.

### بررسی گاه‌شمار زندگانی
برپایهٔ سه تاریخی که از کتیبهٔ شاپور بر ستونی در بیشاپور به‌دست آمده، فاصلهٔ میان سال‌های ۲۰۶/۲۰۵ میلادی آغاز دوره‌ای در تاریخ ساسانی می‌نماید؛ در نخستین سطرها از ستون‌نبشتهٔ مذکور آمده:

(۱) فروردین‌ماه، سال ۵۸، (۲) آذر اردشیر سال ۴۰، (۳) آذر شاپور از آذرهای شاهی سال ۲۴

 بدینگونه در این ستون‌نبشته تاریخ با «سه عهد» مشخص شده است؛ «آذر اردشیر سال ۴۰» یعنی چهلمین سال از عهد اردشیر و «آذر شاپور سال ۲۴» یعنی بیست و چهارمین سال از عهد شاپور یکم. سال ۵۸ نشانگر عهدی‌است که نامعلوم مانده. از این اشاره چنین استنباط شده که یکی از حوادث مذکور (براندازی شاه محلی اصطخر به‌دست بابک یا اعلام استقلالش از اشکانیان) در فاصلهٔ میان سال‌های ۲۰۶/۲۰۵ میلادی به‌وقوع پیوسته باشد زیرا این سال به‌طور ضمنی به‌عنوان «سال آغاز دوره‌ای» ذکر شده است. این انگاره که «فاصلهٔ میان سال‌های ۲۰۶/۲۰۵ میلادی» مربوط به شورش بابک بوده‌باشد بسیار محتمل است زیرا در هیچ‌یک از تاریخ‌های بعدی به‌دست آمده از ساسانیان، «فاصلهٔ میان سال‌های ۲۰۶/۲۰۵ میلادی» مبنا نبوده و معمولاً هر شاهنشاه ساسانی یا مبنای تقویم را سال «به‌شاهی رسیدن خود» می‌نهاده یا مبنا را بر گاه‌شماری سلوکی که با سال ۳۱۲ ق.م. آغاز می‌شده است می‌گذاشت. ر. گیرشمن بر آن است که سال ۵۸ نمایانگر آغاز چیرگی دودمان ساسانی بر خطهٔ پارس می‌باشد؛ وانگهی تاریخ دگرگونی سکه‌های پارس که به همراه آن نام فرمانروایان پیشین با نام دودمان ساسانی جایگزین گشته را می‌توان حدود سال ۲۰۵–۲۰۶ میلادی دانست. بسیار محتمل است که در فاصلهٔ میان سال‌های ۲۰۶/۲۰۵ و ۲۱۲/۲۱۱ میلادی، بابک بر تخت شاهی اصطخر چیره گشته و پسرش شاپور را بر آن گماشته باشد؛ سپس اردشیر در کنشی متمردانه، از دارابگرد به گور (اردشیرخوره یا فیروزآباد) نقل مکان می‌کند و استحکامات دفاعی خویش را در آنجا برمی‌آورد تا در به‌گاه مرگ پدرش بابک، بتواند علیه برادر بزرگترش دست به حمله زند. «نخستین سنگ‌نگارهٔ دیهیم‌ستانی» اردشیر در فیروزآباد نیز احتمالاً نماد شوریدن اردشیر بر پدر و برادرش باشد. بابک احتمالاً در حدود ۲۱۲/۲۱۱ میلادی مرده باشد و پس از آن است که دو پسرش (شاپور و اردشیر)، سکه‌هایی زیر عنوان «شاه» و مزین به شمایل پدر تازه‌درگذشته‌شان (بابک) در پشت آن ضرب کردند. گزارش زین‌الاخبار نیز مؤید آن است که اردشیر در سال ۲۱۲/۲۱۱ میلادی به‌مثابهٔ شاهی محلی تاج بر سر گذارده است. رویدادهای ۲۱۲/۲۱۱ میلادی که شامل شکست شاپور (برادر اردشیر) و کشته شدن احتمالی‌اش است، احتمالاً با دومین سنگ‌نگارهٔ اردشیر بر نقش رجب و همچنین ضرب سکه بدون شمایل بابک در ارتباط باشد. نگاشته‌شدن گزارهٔ «مزداپرست خدایگان اردشیر شاه ایران» بر برخی از سکه‌های دستهٔ دوم اردشیر نیز احتمالاً پس از چیرگی وی بر اصطخر و تحت کنترل درآوردن پارس بوده‌باشد. چیرگی اردشیر بر پارس و تسخیر سرزمین‌های مجاور، زنگ خطری برای اردوان بود؛ بدین‌گونه اردوان به رویارویی با اردشیر شتافت و سرانجام در نبرد هرمزدگان شکست خورد و کشته شد. پس از این بود که اردشیر توانست ادعای «شاهنشاهی ایرانیان» را داشته‌باشد. اردشیر سنگ‌نگاره‌ای یادگارانه برای پیروزی در نبرد هرمزدگان در نزدیکی شهر گور (اردشیرخوره یا فیروزآباد کنونی) کَند. نشانه‌های این رویدادها (حد فاصل تسخیر اصطخر تا زمان چیرگی بر تیسفون و تاجگذاری رسمی در آنجای)، در سنگ‌نگارهٔ دیهم‌ستانی اردشیر بر نقش رستم و همچنین دگرگونی سکه‌هایش نمایان است.

## ساختار حاکمیت

### فرایند تمرکز قدرت
تاریخ جامعهٔ ساسانی برپایهٔ دو اصل کاملاً متضاد قابل بررسی‌است؛ یکی قدرت مرکزی که تبلور آن شخص «شاهنشاه» می‌بود و مدام می‌کوشید که قدرت خود را فزونتر کند و در سوی دیگر تیول‌داران و زمین‌داران بزرگ که از تجمع قدرت در دست شاهنشاه جلوگیری می‌کردند و بعضاً نیز به زیان شاه بر قدرت خود می‌افزودند.
در اوایل، سیاست‌های ساسانیان با توجه به روابط میان شاه، خانوادهٔ سلطنتی و بزرگ‌زادگان زمین‌دار (از جمله اعضای طبقهٔ اشرافی پارتی قدیمی) شکل می‌گرفت. در زمان اردشیر اگرچه فرایند تمرکزگرایی آغاز شده بود و تعداد شاهان محلی به شدت کاهش یافت، اما با این همه، حکومت وی بر همان پایه‌هایی استوار بود که شاهنشاهی پارتیان قرار داشت.
بر پایهٔ توصیف کتیبهٔ شاپور یکم بر کعبهٔ زرتشت از دربار اردشیر، ذکر نام اردشیر به عنوان شاه بزرگ (شاهنشاه) به همراه چهار «شاه» که حاکمان نیشابور، مرو، کرمان و سیستان می‌بودند به میان آمده است. سه پادشاهی مکوران، تورستان و کوشانشهر نیز بودند که به خراج‌گذاردن به اردشیر و تبعیت از وی را گردن نهاده بودند. این شاهان محلی تا حدودی نیمه‌مستقل از دولت مرکزی می‌بودند و حق جانشینی در آنان موروثی می‌بود. اما در زمان شاهنشاهان بعدی ساسانی، استقلال برخی از آنان گرفته شد؛ مثلاً در دوران شاپور یکم، استقلال مرو و نیشابور از آنان گرفته شد و سیستان به صورت استان (شهر) درآمد و به تیول نرسه پسر شاپور یکم داده شد. این نشان از وجود گرایشی فزاینده به سوی تمرکز قدرت از همان ابتدای عصر ساسانی می‌دارد.
ساختار دولت مرکزی اشکانی، به «نجیب‌زادگان محلی» و «بزرگان طایفه‌ای» وابسته بود و حکومت‌های خودگردانی محلی برپایهٔ «اشرافیت‌سالاری» و «منافع قبیله‌ای» را در دل خود داشت. اردشیر دریافته بود که پیگیری و به سرانجام رسانیدن سیاست یورش و الحاق گری، بدون پایاسازی و تثبیت قدرت در قلمرواش ناممکن خواهد بود؛ وز همین روی تنها با زدودن حاکمان محلی و برپای‌سازی قدرتی مرکزی با نظامِ دیوان‌سالاریِ سازمان‌یافته می‌توانست توازن نظامی در وضع موجود و ساختار سرزمینی را دگرگون سازد. اگرچه حکومت ساسانیان در روزهای نخست خود هیچ تفاوتی با دوران پایانی اشکانیان نداشت، اما همان‌طور که گفته آمد، از ویژگی‌های برجستهٔ دوران ساسانی، وجود گرایشی فزاینده به سوی تمرکز قدرت در ایران از همان روزهای نخست برآمدن ساسانیان بوده است. در آغاز کار ساسانیان، ایران از اتحادیه‌ای از پادشاهی‌ها و بزرگزادگان زمین‌دار (تیول‌داران) تشکیل می‌شد که هرکدام به اندازه‌های گوناگون، درجه‌ای از استقلال از دولت مرکزی می‌داشتند و از راه‌های مختلف با آن در پیوند اقتصادی می‌بودند. به بیانی دیگر، در فلات ایران گونه‌ای جامعهٔ فئودالی زیر حاکمیت ملاکان بزرگ برپای می‌بود در حالی که در دشت‌های میان‌رودان بیشتر فرهنگ شهرنشینی و شهرهای کاروانی صورت اجتماع می‌بود.

#### شهرسازی
نخستین شاهنشاهان ساسانی شماری شهر در ناحیه‌های گوناگون ایران بنیاد یا بازسازی کردند. از کتیبه‌های نخستین ساسانی پیداست که «دگرگون کردنِ نام»، بازسازی یا نوسازی شهرهای تازه در آن منطقه‌هایی انجام می‌شد که به‌دست نیروهای ساسانی گشوده شده بودند و بخشی از مایملک شاهنشاهی (دستکرت) محسوب می‌شدند. این «شهرهای شاهی» دورهٔ ساسانی، مراکز پادگان‌های نظامی در سرزمین‌های نوگشوده بودند و بعدترها مرکز حوزه‌های اداری نوبنیاد و بودباش کارگزاران دولتی شدند. بدین صورت افزایش شمار «شهرهای شاهی» برابر با رشد دستکرت شاهنشاهی بود؛ بنابراین به جای شهرهای خودگردان دورهٔ پارتی که بیشتر در نواحی غربی کشور بودند و مستقلاً از دولت مرکزی، مناطق کمابیش گسترده‌ای را زیر فرمان خود می‌داشتند، در اوایل دوران ساسانی، برآمدن «شهرهای شاهی» را دربرداشت که مراکز پادگانی دولت مرکزی محسوب می‌شدند. هر یک از این منطقه‌ها برای مرکزیت یک ناحیهٔ روستایی و زیر حاکمیت یک «شهرب» ساخته می‌شد و مالیات این منطقه‌ها مستقیم به شاهنشاهی فرستاده می‌شد. از دگر سوی، در کنار زمین‌های شاهی (دستکرت)، سرزمین‌های وسیعی زیر فرمان بزرگزادگان زمین‌دار و اشراف محلی نیز وجود می‌داشت و شاهنشاه کنترل مستقیمی بر آنان نمی‌داشت و خراج این سرزمین‌ها از راه‌های غیرمستقیم به خزانهٔ شاهنشاهی پرداخت می‌شد. از همین روی بود و توسعهٔ شمار منطقه‌های شاهی و ناحیه‌های پیوسته بدان (دستکرت) به هدف داخلی و سیاست مالی اردشیر و فرزندانش مبدل گشت. اگرچه دوگانگی وضع مالیاتی میان زمین‌های شاهنشاهی (دستکرت) با مالیات مستقیم به خزانهٔ شاهنشاهی با اراضی زیر فرمان بزرگزادگان و اشراف زمین‌دار با مالیات غیرمستقیم به خزانهٔ شاهنشاهی، تا اصلاحات مالیاتی دوران قباد یکم و خسرو انوشیروان ادامه داشت.
شهرهایی که ساخت آن‌ها به اردشیر بابکان نسبت داده شده است، به شرح زیر است:
|    | نام شهر در دوران ساسانی | نام شهر در دوران اسلامی | ناحیه‌ای که شهر در آن بنا گردید |
| ۱  | اردشیر خُوره             | فیروزآباد               | پارس                           |
| ۲  | ریواردشیر               | ریشهر                   | پارس                           |
| ۳  | رام‌هرمزاردشیر           | رامهرمز                 | خوزستان                        |
| ۴  | هرمزاردشیر              | سوق الاهواز             | خوزستان                        |
| ۵  | استاداردشیر             | میشان                   | خوزستان                        |
| ۶  | وهشت‌آباد اردشیر         | بصره                    | خوزستان                        |
| ۷  | وه‌اردشیر                | بهرسیر                  | میان رودان                     |
| ۸  | بوذاردشیر               | موصل                    | میان رودان                     |
| ۹  | وه‌اردشیر (کرمان)        | بردسیر                  | کرمان                          |
| ۱۰ | تن اردشیر               | مدینه الخط              | بحرین                          |

به گفتهٔ طبری، اردشیر بابکان هشت شهر بنیاد کرد که از آن‌ها سه شهر در پارس به نام‌های «اردشیر خوره»، «رام اردشیر» و «ریو اردشیر» بود؛ یکی در خوزستان به نام «هرمزد اردشیر»، دو شهر در سواد زیر نام «به اردشیر» و «استاباد»، یکی در بحرین با نام «پسا اردشیر» و یکی در نزدیکی موصل کنونی به نام «نود اردشیر». اگرچه رسیدن تاریخ ساخت همهٔ این شهرها به روزگار شاهنشاهی اردشیر مورد تردید است؛ مثلاً دانسته است که چندین شهر را شاپور یکم «با نامی مرکب با اردشیر» به افتخار پدرش بنیان نهاد. این درحالی‌است که برخی دیگر به‌دست دیگر اردشیرنامان بنیان نهاده شده‌اند.

### ایدئولوژی دولتی و اندیشهٔ ایرانشهری

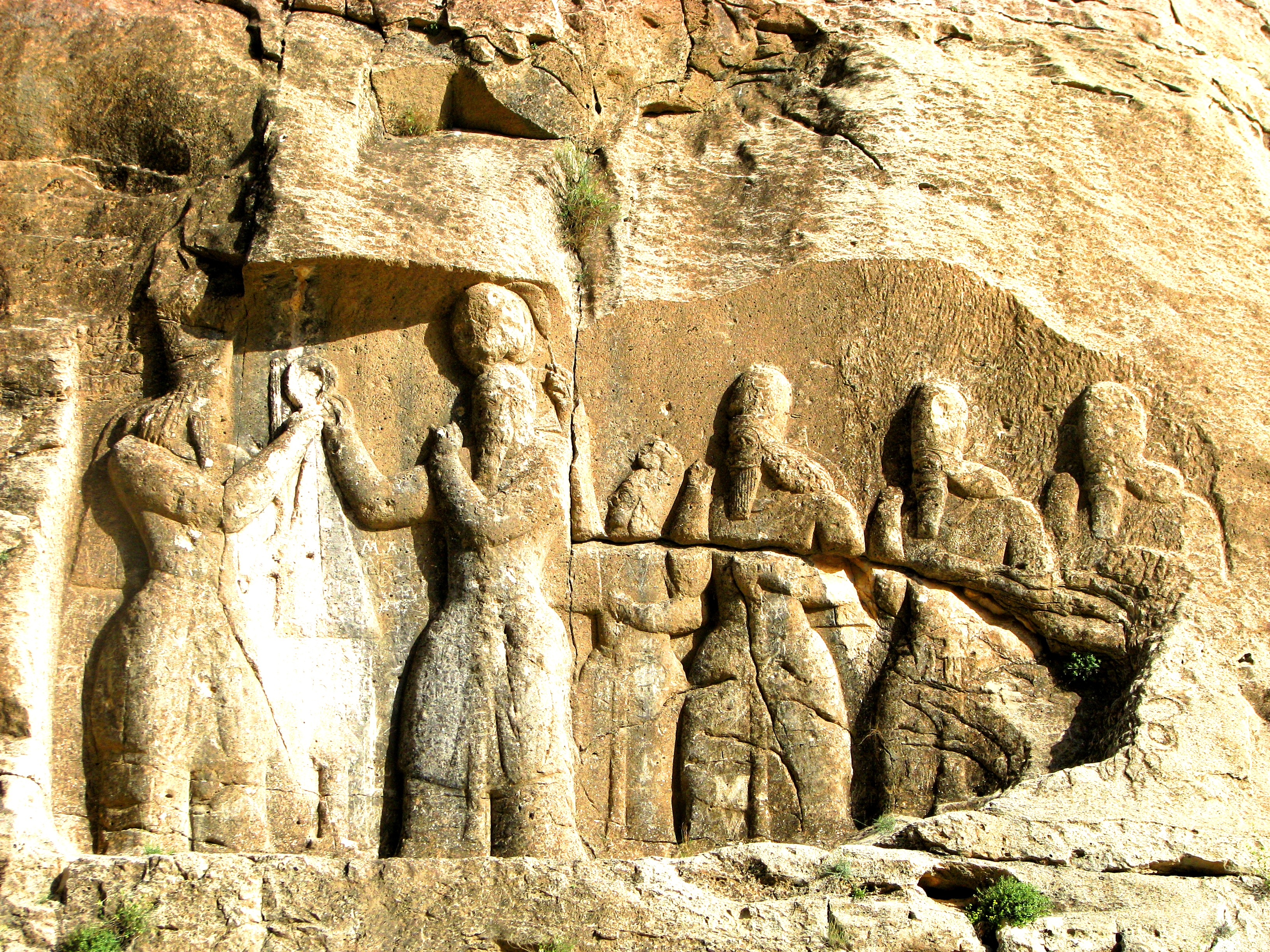
نخستین سنگ‌نگارهٔ «دیهیم‌ستانیِ» و دومین سنگ‌نگارهٔ اردشیر از اهورامزدا، اردشیر ایستاده در پیشاپیش ملازمانش، شهر گور (فیروزآباد کنونی)

بقایای ویرانه‌های پاسارگاد و تخت جمشید می‌توانست یادمانی پایدار از شکوه گذشتهٔ ایالت پارس باشد؛ گرچه آگاهی از وجود یک امپراتوری بزرگ اغلب به دست فراموشی سپرده شده‌بود. برپایهٔ دانسته‌های موجود از سکه‌های حاکمان محلی پارس پیش از برآمدن ساسانیان، تقریباً از اندکی پس از مرگ اسکندر مقدونی، بی‌انقطاع دستِ کم یک پادشاه محلی در سرزمین پارس حکومت می‌کرده است. نخستین شاهان محلی پارس به «فره‌ترکه»، به معنای والی یا فرمانروا معروف بوده‌اند؛ آنان بر سکه‌هایشان عنوان «فرمانروای خدایان» (فره‌ترکهٔ بغان) را می‌نگاشته‌اند؛ این سکه‌نبشته، محل مطالعات مهمی چند بوده است. پانائینو چنین می‌پندارد که مُراد از عبارت «خدایان» (بغان)، ایزدانی همچو «اهورامزدا»، «میترا» و «آناهیتا» است که مورد حمایت هخامنشیان می‌بودند. دریایی برآن است که «خدایان»، اشاره به شاهان هخامنشی می‌دارد و نه «ایزدان تحت حمایت ایشان». وی می‌افزاید که «خدایان» (بغان) یادشده بر سکه‌ها، همان شاهان هخامنشی بودند که پس از مرگ، توسط سلوکیان پرستیده شدند. این احتمالاً دلیل آن است که چیزی که امروزه بر سکه‌های اردشیر و دیگر شاهنشاهان متقدم ساسانی «بغ» به‌معنای «خدایگان» خوانده می‌شود، ریشه در مفاهیم یونانی می‌دارد.
از شواهد نام‌شناختی و شمایل‌شناختی این سکه‌ها چنین برمی‌آید که یاد هخامنشیان و دلبستگی به آیین آتش —از اصول دیانت زردشتی— در پارس همچنان وجود داشته است. شباهت سکه‌های اردشیر بابکان با سکه‌های واپسین شاهان محلی پارس، گویای وجود سنتی ایرانی و دلبستگی پادشاهان محلی بدان است. بر سکهٔ هوبرز، یکی از شاهان محلی پارس، چنین نوشته شده است: «هوبرز، فرمانروا از ایزدان، پسر یک پارسی». اهمیت این سکه‌نبشته در این است که نشان می‌دهد عنوان روی سکه‌های اردشیر بابکان «مزداپرست، خدایگان اردشیر شاهنشاهِ ایران که چهره از یزدان می‌دارد» ادامهٔ سنت فره‌ترکه‌هاست. از دگرسوی با بودن نام‌های پادشاهانی مانند داریوش و اردشیر بر سکه‌های شاهان محلی این خطه، اگر انگاشته نشود که دودمانی فرعی از هخامنشیان همچنان در پارس حاکم بوده‌اند، حداقل ادامهٔ حیات پاره‌ای از سنت‌های هخامنشی را گواهی می‌دهد. به هر روی، به قدرت رسیدن اشکانیان به مثابهٔ چیرگی ایرانیان صحراگرد و دورافتاده بر ایرانیان شهرنشین بود؛ دستهٔ دوم که نسبت به دسته نخست ریشه‌دارتر و دارای اصالت ملی بیشتری بودند، با دید خصومت‌آمیز به پارتیان نگریسته، آنان را غاصبانی بدوی می‌انگاشتند که حق آنان را پایمال کرده‌اند و پارس سردستهٔ این مناطق بود.
اردشیر نقش بسزایی در توسعهٔ ایدئولوژی شاهنشاهی داشته است. وی کوشید تا خویش را به‌مثابهٔ مزداپرستی مرتبط با خدا و دارندهٔ فَرّه ایزدی بنمایاند. ادعای مشروعیت پادشاهی وی به‌عنوان نورسته‌ای برحق از نسل شاهان اسطوره‌ای ایرانی و نیز تبلیغات منتسب به اردشیر علیه مشروعیت و نقش پارتیان در توالی تاریخ ایرانی، مؤید جایگاه ممتازی‌است که میراث هخامنشی در ذهن نخستین شاهنشاهان ساسانی می‌داشت. اگرچه دیدگاه رایج برآن است احتمالاً ساسانیان چندان دربارهٔ هخامنشیان و وضعیتشان نمی‌دانسته‌باشند. از دگر سوی، شهبازی چنین می‌پندارد که نخستین شاهنشاهان ساسانی، با هخامنشیان آشنا می‌بودند و شاهنشاهان متأخر ایشان، به‌عمد به کیانیان روی آوردند. دریایی نیز در همین راستا می‌افزاید که ساسانیان آگاهانه هخامنشیان را نادیده گرفتند تا بتوانند پیشینهٔ خود را به کیانیان برسانند؛ وز همین بود که تاریخ‌نگاری مقدس را در پیش گرفتند. در این شیوه از تاریخ‌نگاری، آگاهی جامعه و دستگاه دیوانی اهمیتی نداشته و دربار به‌یاری دستگاه دینی بود که تاریخ دلخواه خویش را می‌پراکند. اردشیر برای یادبودهای پیروزی‌هایش، اقدام به نقر سنگ‌نگاره در فیروزآباد، نقش رجب و نقش رستم کرده است؛ در سنگ‌نگارهٔ وی در نقش رستم، اردشیر و اهورامزدا سوار بر اسب در برابر یکدیگرند و جسد اردوان و اهریمن زیر سم اسبان اردشیر و اهورامزدا تصویر شده است. از این نقش چنین برمی‌آید که اردشیر می‌پنداشته یا می‌خواسته که دیگران بپندارند که حاکمیت وی بر سرزمینی که در کتیبه‌ها «ایرانشهر» خوانده می‌شده، از سوی پروردگار مقرر شده است. واژهٔ ایران، پیش از این، در اوستا و به‌عنوان «نام سرزمین اسطوره‌ای آریاییان» بکار می‌رفت؛ در دوران اردشیر، عنوان «ایران» بر جغرافیای زیر حاکمیت ساسانیان اطلاق شد. اندیشهٔ «ایران»، هم برای جوامع زردشتی و هم غیر زرتشتی سراسر شاهنشاهی پذیرفته شد و حافظهٔ جمعی ایرانیان در مراحل گوناگون و لایه‌های مختلف جامعهٔ ایرانی تا دوران مدرن امروز ادامه یافته و زنده مانده است. آنچه روشن است، مفهوم «ایرانشهر» کاربردی مذهبی نیز داشته و سپس به پیدایش صورت سیاسی آن به‌معنای مجموعه‌ای از سرزمین‌ها انجامیده است.

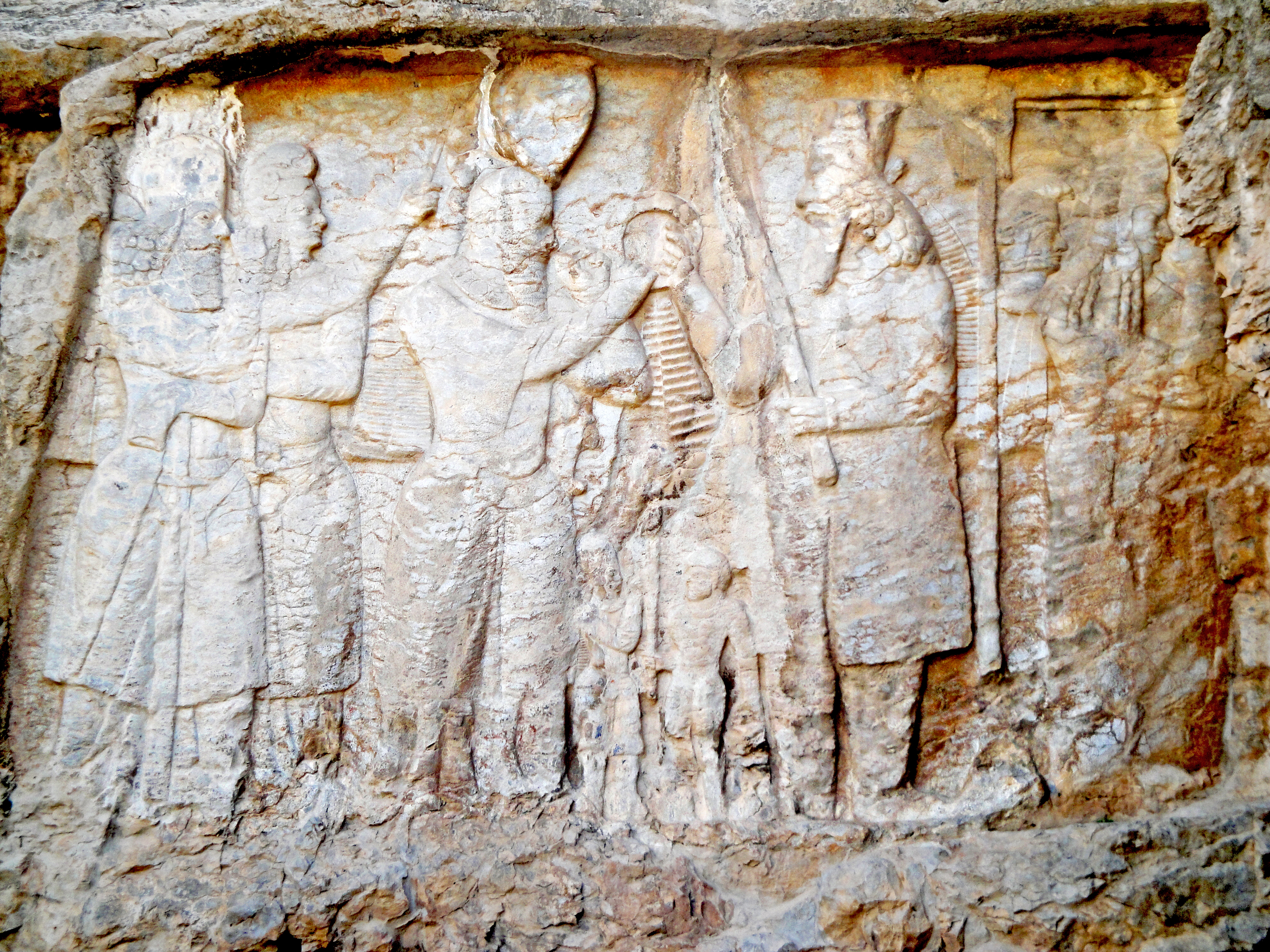
دومین سنگ‌نگارهٔ «دیهیم‌ستانیِ» و سومین سنگ‌نگارهٔ اردشیر از اهورامزدا، کنده شده در نقش رجب

برگزیدن جایی همچو نقش رستم که آرامگاه شاهان هخامنشی‌است برای سنگ‌نگاری و کتیبه‌نویسی، مکان معبد آناهیتا در اصطخر و بودن نام برخی شاهان هخامنشی به عنوان نیا در شجره‌نامهٔ افسانه‌ای ساسانیان، نمایانگر وجود گرایش به هخامنشیان در روزگار نخست ساسانیان می‌باشد. مدارک بسیاری در نوشته‌های پارسی میانه و عربی-فارسی وجود می‌دارد که نشانگر وجود مواجهٔ پرخاشگرانهٔ ساسانیان با روم برای بازگشت به وضعیت باشکوه گذشته در غرب است و چنین انگاشته شده که این عظمت توسط رومیان گرفته شده است. در این باره طبری آورده است که اردشیر مدعی بود و اعلان می‌داشت که برای گرفتن انتقام دارای دارایان (دارا بن دارا) که به‌دست اسکندر مقدونی شکست خورد و کشته شد بپای خاسته است. مورخان رومی همچو هرودین و دیون کاسیوس نیز ذکر گزارش‌هایی پیرامون «بازگشت‌خواهی ساسانیان به شکوه و قلمروی هخامنشیان» را به میان آورده‌اند؛ این گزارش‌های مورخان رومی نشان می‌دهد که رومیان اهداف سیاست خارجی ساسانیان را به خوبی درک کرده بودند اگرچه درک درستی از تغییر و دگرگونی سلسلهٔ شاهنشاهی ایران نداشتند. این نکته قابل توجه است که جایگاه اسکندر در اندیشهٔ بازگشت‌خواهی ساسانیان —که به‌عنوان نابودگر ایران شناخته می‌شد—، در آن هنگام مصادف و منطبق شده‌بود با ایدهٔ «تقلید و بزرگداشت از اسکندر» در میان امپراتوران روم؛ کاراکالا خویش را «اسکندر دوم» می‌خواند و «الکسندر سوروس» وی را گرامی می‌داشت. کتنهوفن، رابین و هویسه، برآن‌اند، آن دسته از منابع یونانی-رومی که از باخبر بودن ساسانیان از هخامنشیان و بازگشت‌خواهی توسعه‌طلبانهٔ ایشان به اراضی هخامنشیان گزارش‌هایی داده‌اند، کارکردی تبلیغاتی می‌داشته و می‌باید در چارچوب اندیشه‌های امپراتوری روم تفسیر شوند. اما چیزی که واضح است، ادعای اردشیر و بعدتر پسرش شاپور بر اراضی رومی‌است. دریایی برآن‌است که سبب جنگ‌های اردشیر و شاپور با روم، برای انطباق آرمان‌های ارضی خویش با سنت‌ها بوده است؛ وی چنین می‌پندارد که ادعای ساسانیان بر سرزمین‌های آسیایی به مثابهٔ میراث پدران خویش، مبنای اساطیری می‌داشته و از داستان اسطوره‌ایِ فریدون تقسیم جهان میان پسرانش (سلم و تور و ایرج) ناشی می‌شده است؛ در این اسطوره، فریدون پادشاهی توران را به تور و روم را به سلم می‌بخشید و ایران [که بهترین جای جهان است] را به ایرج؛ برادران بر وی رشک می‌برند و جهان اندر جنگ فرومی‌غلطد. ساسانیان نیز با نگاهی اساطیری، خویش را فرزندان ایرج و رومیان را وارثان سلم می‌پنداشتند. دریایی ادامه می‌دهد که فقط این‌چنین می‌توان بر ادعاهای ارضی ساسانیان که در آثار دیوکاسیوس و هردویان آمده است، پی برد. وی برآن است که ادعاهای ارضی ساسانیان، اساساً با آنِ هخامنشیان متفاوت بوده است.

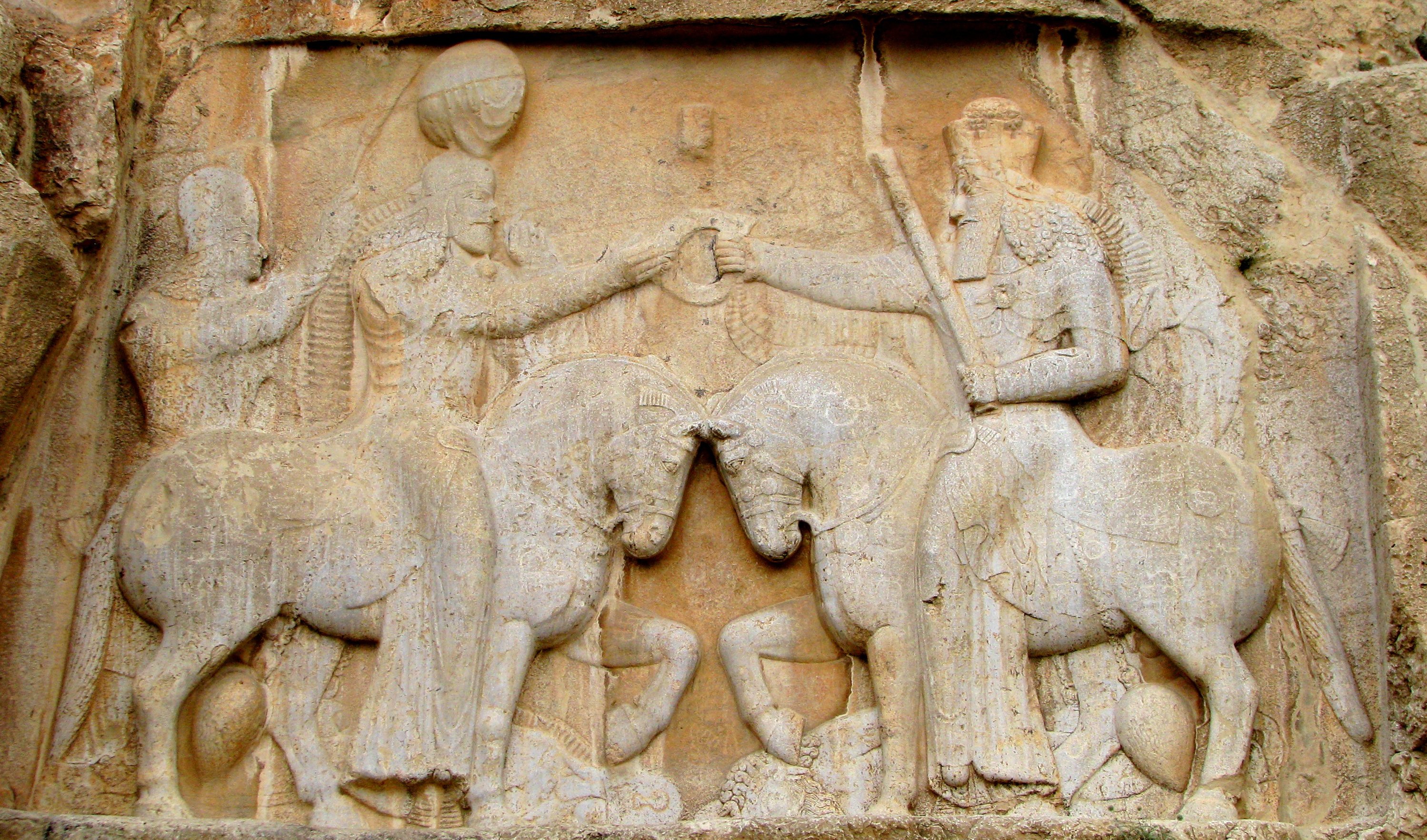
سومین سنگ‌نگارهٔ «دیهیم‌ستانی» چهارمین سنگ‌نگارهٔ اردشیر از اهورامزدا، کنده شده در نقش رستم. اردشیر و اهورامزدا سوار بر اسب در برابر یکدیگر، تن بی جان اردوان و اهریمن زیر سم اسبان اردشیر و اهورامزدا و اردشیر درحال ستاندن دیهیم شهریاری از اهورامزدا.

در تبارشناسی افسانه‌ای ساسانیان نیز که در کارنامهٔ اردشیر بابکان پدیدار گشته است، از پیوند خویشی میان ساسانیان و هخامنشیان یاد می‌شود. در این کتاب اندیشه‌ای که بازتاب یافته است همانا پیوند ساسان نیای دودمان ساسانی با نوادگان داریوش از یکسوی و پادشاهان محلی پارس از سوی دیگر است. اگرچه ساسانیان در سدهٔ پنجم میلادی نسب و نیای خود را به پادشاهان اسطوره‌ای اوستا یعنی کیانیان رسانیدند که نمودش افزوده گشتن لقب «کی» به القاب شاهنشاهان ساسانی می‌باشد.
این پرسش که آیا این دست ادعاها و نقشه‌ها و کین‌خواهی‌ها به همان شکل که منابع تاریخی آورده‌اند، به واقع توسط خود اردشیر مطرح شده است یا بعدترها به وی به عنوان بنیان‌گذار شاهنشاهی منتسب شده، به سبب نبود منابع کافی هنوز بی‌پاسخ مانده است؛ اگرچه انتساب این ادعاها پس از حیات اردشیر بدو منطقی‌تر می‌نماید. با این اوصاف، در این موضوع شکی نیست که دیدگاه‌های بلندپروازانهٔ اردشیر پیرامون سیاست و رابطه با جهان خارج، برپایهٔ از سرگیری و تکرار موفقیت‌های هخامنشیان شکل گرفته بود. به هر روی دانایی ساسانیان از هخامنشیان، دانسته‌هایی سطحی و مبهم بوده و مبنایی باقاعده و تاریخی نداشته است. در همین راستا، ریچارد فرای و دریایی برآنند که آن بخش از منابع عربی-فارسی (مانند طبری) که دربردارندهٔ تاریخ ساسانیان از آغاز تا روزگار خسرو انوشیروان است را باید به دیدهٔ تردید نگریست؛ ایشان این نگاه تردید آلود را بر متونی همچو کارنامهٔ اردشیر بابکان نیز روا می‌دانند؛ این نگاه تردیدآمیز از آن سبب بوده است که اکثر منابع تاریخ ایرانی در دورهٔ خسرو انوشیروان و به دست کاتبان دربار و روحانیون تدوین می‌کردند تا تاریخ گذشتگان خویش را با جهان‌بینی آن روز شاهنشاهی ساسانی تطبیق دهند و به طریق اولی تصویری آرمانی و منطبق بر آرمان‌های خسرو انوشیروان از اردشیر بابکان ترسیم کنند.

### سیاست دینی
... بدان دین و شاهی برادرانی توأمند و بی‌تختِ شاهی، دین نمی‌پاید و شهریاری بی‌دین برجای نمی‌ماند. دین بنیان شاهی است و شاهی ستون دین.

لوکونین، تمدن ایران ساسانی، ۱۱۲.
بابک موبد بزرگ معبد آناهیتا در اصطخر و پدر اردشیر پایه‌گذار دودمان ساسانی بود که با آغاز حکومت وی، دین بر تخت ایران برنشست. شاید اعتبار موبدانی بابک درگرفتن قدرت از گوچهر بازرنگی - حاکم وقت پارس که علاقه‌ای به پیروی از آئین آتش‌نشان نمی‌داد - کمک کرده‌باشد. در تصویری مخدوش، بابک و پسرش شاپور بر دیواری در تخت جمشید نشان داده شده‌اند؛ در این تصویر، بابک و شاپور هردو تن‌پوش سر همسانی همانند آنِ شاپور یکم بر سکه‌هایش بر سر می‌دارند؛ در این تصویر بابک در مقام دوگانهٔ شاه-موبد درحالی نمایان شده است که با یک دست دستهٔ شمشیرش را در مشت می‌فشارد و با دستی دیگر آتش آذرگاه را برهم زده و هیمه بر آن می‌افزاید. شاپور پسر بابک نیز سوار بر اسب، با یک دست شمشیرش را در مشت فشرده و با دستی دیگر حلقهٔ روبان‌داری را که نشان شاهی‌است می‌ستاند. اردشیر که در حدود ۲۲۰ میلادی به جای برادرش شاپور بر تخت حکومت پارس می‌نشیند، در نخستین سکه‌هایش، همان تاج برادرش شاپور را —منتها از روبرو— بر سر می‌دارد و بر پشت سکه نیز تصویر پدرش بابک نقش بسته است. دین زرتشت تا هنگام روی کار آمدن اردشیر بابکان، آیین مورد ایمان و زیر چتر پشتیبانی ساسانیان بود. باور رایج بر این بوده است که با برآمدن اردشیر، پریستاران آتشکده‌ها مورد توجه و احترام قرارگرفتند و دگراندیشان مورد آزار؛ ولی این روایت امروزه محل اختلاف چندی است. اگرچه هیچ مقام برجستهٔ آیین زرتشتی، جایگاه ارجمندی در دربار او نداشت، ولی به نظر می‌آید نخستین پویه‌ها برای نهادینه‌کردن دین زرتشت به عنوان دینی دولتی در زمان اردشیر انجام شده‌باشد؛ همچنین سنت‌های برجای ماندهٔ هخامنشی، هلنی و اشکانی نیز در هم آمیخته‌شده و در این دوره مورد استفاده قرارگرفت.

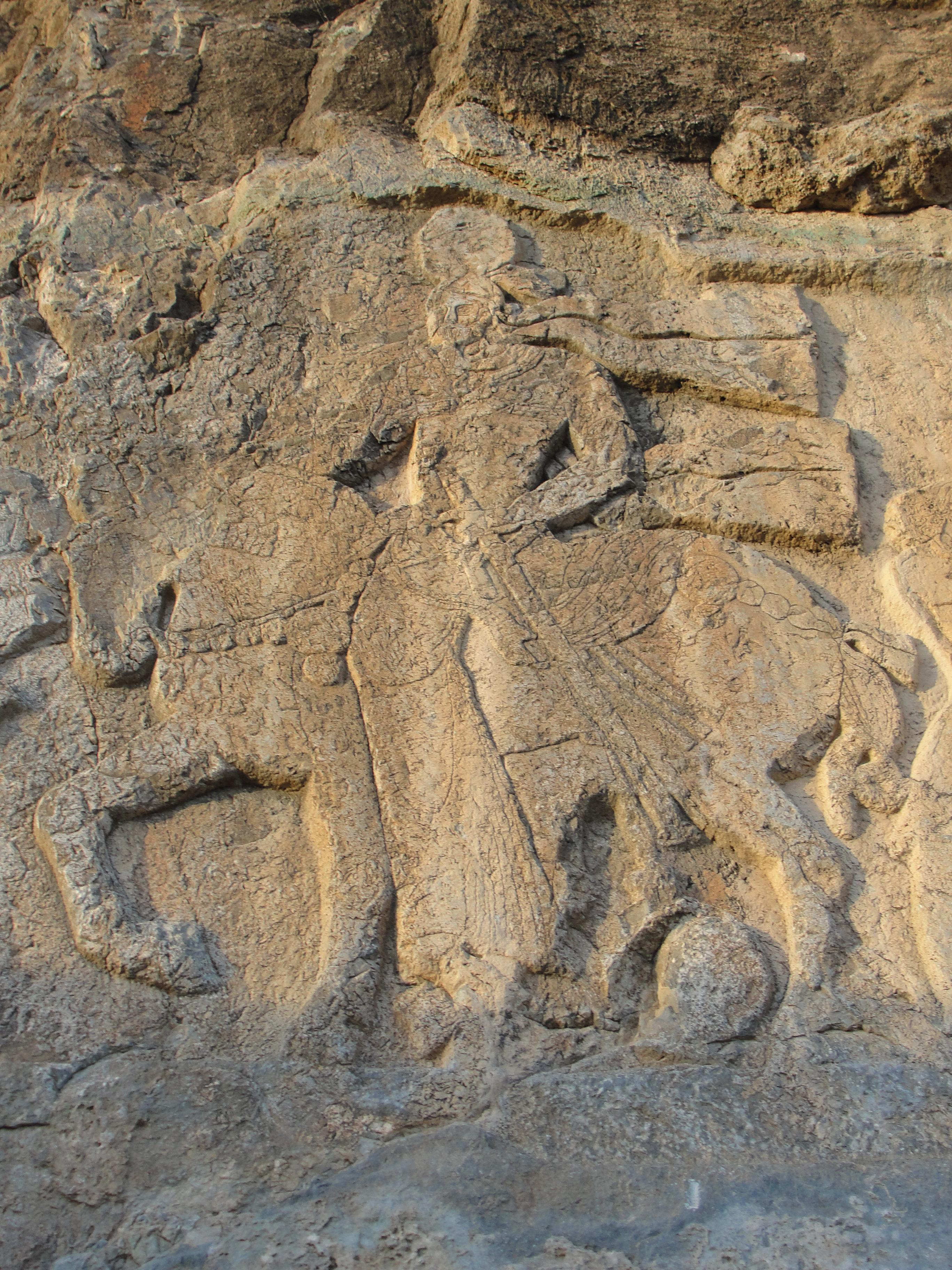
چهارمین سنگ‌نگارهٔ «دیهیم‌ستانیِ» و پنجمین سنگ‌نگارهٔ اردشیر در خان‌تختی، سلماس

اردشیر در سکه‌ها و در کتیبه‌اش در نقش رستم، خود را مزداپرست و از تبار ایزدان خوانده است. در سکه‌های بعدی اردشیر، تاج دندانه‌دار به جای سرپوش سنتی بر سرش نقش شده است؛ این تغییر در کنار افزوده شدن عبارت «... چهر از یزدان می‌دارد» (از نسل ایزدان است)، نشان دهندهٔ پایگاه ایزدی اردشیر است. این تاج دندانه‌دار، به‌سان همان تاجی‌است که بر سر اهورامزدا در سنگ‌نگاره‌های دیهیم‌ستانی در نقش رستم تصویر شده است و دانسته نیست که تاج اهورامزدا از تاج اردشیر گرفته شده است یا برعکس. باورهای او نیز بر پشت سکه‌هایش با به نمایش‌کشیدن آتشکده نمایان شده است. نقش برجسته‌های او در فیروزآباد، نقش رستم و نقش رجب، وی را نزدیک به اهورامزدا نشان داده‌اند. التفات اهورامزدا به اردشیر، به موجب اندیشه‌های اسطوره‌ای ایرانی، به صورت فَرّه نمود یافته است که آن را می‌توان با «توخهٔ» یونانی و «فورتونای» رومی سنجید. فره‌مندی اردشیر، مشروعیت پادشاهی وی را می‌رساند. بنیادگذاری آتشکده‌ها و اعطای وقوفات بدان‌ها به‌همراه توجه به متون دینی زردشتی، یکی دیگر از راه‌های کسب مشروعیت اردشیر بود؛ آتشکده‌ای ویژه به نام «آتش اردشیر» نیز در آغاز شاهی او پایه‌ریزی شد که شاپور یکم در کتیبه‌اش در بیشاپور از آن نام‌برده است. مسعودی در مروج‌الذهب سخنانی را بدو منسوب نموده است:
| « | بدان که دین و مُلک دو برادرند که یکی بی‌دیگری نتواند بود، چون دین اساس پادشاهی است و پادشاهی حامی دین. هرچه بر اساس قرار ندارد معدوم می‌شود و آنچه نگاه‌دار ندارد ضایع می‌گردد. | » |

سیاست اردشیر در برابر جوامع نامزداپرست درون قلمروش، روزگاری دشوار را برای ایشان پدیدآورده بود. یهودیان و باورمندان به برخی آیین‌های دیگر، در دورهٔ اشکانیان کم‌وبیش مورد بردباری قرار می‌گرفتند و استقلال محدودی نیز داشتند. اردشیر و سپس پسرش شاپور —به ویژه در آغاز سلطنتش— کوشیدند تا خودمختاری یهودیان را محدود کرده و آنان را از حقوق مستقل قضایی و قانونی‌شان محروم سازند؛ انگیزهٔ این اقدامات احتمالاً گسترش جامعهٔ زرتشتی بوده‌باشد. با مسیحیان سریانی‌زبان با بردباری و نرمش بیشتری برخورد می‌شد و بر جمعیت آنان تا میانهٔ سدهٔ سوم میلادی افزوده‌شد. مانی تا زمان مرگ اردشیر دعوتش را آشکار ننمود؛ شاید به درستی دریافته‌بود که شاپور گوشی شنواتر از پدرش می‌دارد.

### دربار و مناصب دولتی
ترتیب اولویت بزرگان دربار اردشیر، برپایهٔ کتیبهٔ شاپور یکم بر کعبه زرتشت دانسته است. بدین ترتیب نخست چهار شاه با داشتن حق جانشینی مورثی در خانوادهٔ خویش به‌شمول سَتارُپ شاه اَبَرینَگ (ابرینه؛ «[سرزمین‌های] فراتر»؛ نیشابور، یا خراسان)، اردشیر شاهِ مرو، اردشیر شاهِ کرمان، اردشیر سکان‌شاه (سیستان‌شاه) آمده است. پس از آن، نام سه ملکه به‌قرار «دینگ بازرنگی» مادربزرگ اردشیر، «رودک» مادر اردشیر و «دینگ بابکان» خواهر و همسر اردشیر ذکر شده است. سپس نام «اردشیر بیدخش» و «بابک هزاربد» و پنج عضو از خاندان‌های بزرگ، به‌ترتیب «دیهین» از خاندان وراز، ساسان از خاندان سورن، ساسانِ اندیگان‌خدای و پیروز و گوک از خاندان کارن به‌همراه «ابرسامِ فَراردشیر» که احتمالاً مشاور ارشد بوده، آمده است. پس از آن، ذکر نامِ پانزده شخصیت برجسته به‌میان آمده که شامل «سپهبد»، «دبیرفت»، آیوندبد (رئیس تشریفات)، فرمدار و دبیرانش و مقامات مذهبی شامل هیربد و موبد و مغ، گفته شده است. براساس این کتیبه، مناصب بزرگ فرمدار، موبدان موبد و هیربدان هیربد، در زمان اردشیر هنوز پایه‌گذاری نشده‌بودند.
از این فهرست می‌توان چنین پنداشت که در منابع متأخر ساسانی، در نام‌ها و رویدادهای مهم آن روزگار، تحریفاتی رخ داده است؛ مثلاً در تاریخ روایی ایران، سرزمینی که «مهرک اندیگان» حاکمش بوده را «بزرگ‌ترین دشمنان اردشیر» نامیده‌اند؛ حال آنکه منطقهٔ مذکور، زیر فرمانروایی ساسان شاه اندیگان بوده و در کتیبهٔ مذکور، در شمار مناطق هوادار اردشیر یاد شده است. از این فهرست چنین پیداست که گروهی همداستان در حمایت از اردشیر پدید آمده بودند که غیر از شاهان اندیگان و اپرناک و مرو و سیستان، نمایندگان دودمان‌های بزرگ ایران همچو ورازها، سورن‌ها و کارن‌ها نیز در شمار آنان بودند؛ برپایهٔ منابع رومی، برخی از فرمانروایان کوچک میان‌رودانی نیز بدیشان پیوسته بودند.

## اردشیر در تاریخ روایی-اساطیری ایران
در تاریخ روایی ایران، اردشیر همچو مردی قهرمان و جسور و دوراندیش و با حس پایمردی و حوصلهٔ فراوان نمایانده شده است؛ بنابراین متون، وی مردی استوار و عین دست یازیدن به خشونت و بی‌رحمی‌های بسیار، همواره رفتاری جوانمردانه می‌داشته و به‌گاه نبرد، همواره پیشاپیش جنگاوران خویش می‌جنگیده است. در متون تاریخ روایی ایران، اردشیر از آن روی کامیاب شد که از نسل دودمان شاهنشاهان باستانی ایران بوده و از سوی یزدان به فرمانروایی ایرانشهر برگزیده شده‌بود. اما در این نکته تردید نیست که موجه جلوه دادن فرمانروایی ساسانیان، بعدها و در اواخر دورهٔ شاهنشاهی آنان با افزودن مطالبی چند بر جریان واقعی رویدادهای آن روزگار صورت پذیرفت و احتمالاً آوردن این مطالب در نوشته‌های رسمی علل سیاسی می‌داشته باشد.
در نامهٔ تنسر، چنین آمده است که ارادهٔ اردشیر بر آن است که کین دارا را از اسکندریان (رومیان) بخواهد. این متن به‌وضوح برای برانگیختگی احساسات ملی ایرانیان نوشته شده بود؛ اگرچه این‌گونه روایات بیشتر مشخصهٔ داستان‌های حماسی می‌دارد، اما این حقیقت روانشناختی را آشکار می‌سازد که ایرانیان، سده‌های درازی عمیقاً احساس دارا بودن هویت ملی می‌داشتند و خود را از دیگر مردمان متمایز می‌دانستند؛ و از همین روی که سرزمین‌های دیگری که ایرانیان بر آن‌ها چیره می‌شدند، هرگز «ایران» نامیده نشدند بلکه «انیران» خوانده شدند.

## سنگ‌نگاره‌های اردشیر
هنر سنگ‌نگاری ساسانیان، به‌دست اردشیر پایه گذارده‌شد و تا زمان شاهنشاهی شاپور دوم رونق داشت. این هنر در زمان خسرو پرویز دوباره زنده شد. سنگ‌نگاری‌های اردشیر با اندک نمونه‌های باقی‌ماندهٔ اشکانی، آشکارا متفاوت است و قالب تاریخی تازه‌ای در آنان پیداست. سه سنگ‌نگارهٔ نخست او، سبک‌های مختلفی می‌دارند ولیکن سیر تکاملی روشنی را نشان نمی‌دهند. تنها چهارمین سنگ‌نگاره —یعنی تصویر دیهیم‌ستانی اردشیر در نقش رستم— ویژگی‌های مشخصی به‌خود می‌دارد که دوباره در سنگ‌نگاره‌های شاپور یکم و جانشینان وی پدیدار می‌شود.

## سکه‌شناسی
سکه‌های ضرب‌شده در دوران اردشیر، به‌لحاظ طرحِ نگاشته به سه دستهٔ کلی تقسیم می‌شوند:
دستهٔ نخست سکه‌هایی هستند که تصویری تمام‌رخ از اردشیر بر روی سکه و نیم‌رخی از بابک پدر اردشیر —که به سبک اشکانیان به‌چپ می‌نگرد— بر پشت سکه نگاشته شده است. بر روی این سکه‌ها عبارت «اردشیر شاه» و بر پشت سکه عبارت «خدایگان بابک شاه» نگاشته شده است.
دستهٔ دوم همانند سایر سکه‌های عصر ساسانی، دارای تصویر نیم‌تنهٔ اردشیر با کلاه یا تاجی برسر در حال نگریستن به سوی راست است؛ بر پشت دستهٔ دوم از سکه‌های اردشیر، —به‌سان همهٔ سکه‌های عصر ساسانی— نمایی از آتشدانِ آتشکده به‌چشم می‌خورد. بر روی دستهٔ دوم از سکه‌ها، عبارت «مزداپرست، خدایگان اردشیر شاهنشاهِ ایران که چهره از یزدان می‌دارد» نگاشته شده است که نمایانگر باورهای مذهبی اردشیر می‌باشد.
بر روی دستهٔ سوم از سکه‌ها، تصویر اردشیر روبروی تصویر پسرش شاپور و عبارت‌های «شاپور شاهِ ایران که چهره از یزدان می‌دارد» و «آتشِ اردشیر» نگاشته شده است. پشت سکه‌ها نیز منقوش به آتشدان آتشکده است.
نشان پشت سکهٔ دستهٔ دوم، نقشی آذرگاهی است برپایهٔ طرحی یافته در پارس و عبارت «آتشِ اردشیر»، اشاره به آتشی شاهی می‌دارد که در آغاز سلطنت هر شاه برافروخته می‌شد. بخش پایهٔ پشتیبان آذرگاه، شباهت‌هایی به تخت شاهی هخامنشیان می‌دارد. نوارهای آویخته نیز انتهای پیشانی‌بندی باز —که نماد پادشاهی در سنن ایرانی‌است— انگاشته شده است. بدین‌سال نقشِ پشتِ این دست سکه‌ها، نماینگر دل‌مشغولی اردشیر برای نمایاندن خویش نه صرفاً به‌عنوان جانشین برحق هخامنشیان، بلکه به‌مثابه زردشتی‌ای دیندار است. در آرایش سر و موی، اردشیر در نخستین سکه‌ها به سنن اشکانی پایبند بود و تاجی همانند با تاج‌های دوران مهرداد دوم برگزید. اما در سال‌های پایانی، تاج اصلی اردشیر، از نوعی بود که بخشی از موها، در گویی در بالای سر آراسته شده‌بود؛ گوی و سرپوش، با تورِ ابریشمینی نازک پوشیده و نوارهایی به‌سوی پشت از آن آویخته شده‌بود.

سکه‌های اردشیر بابکان
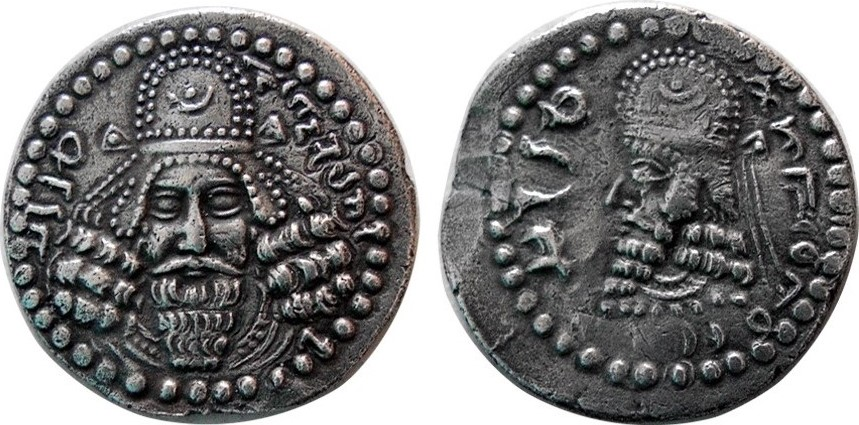
سکهٔ دستهٔ یکم اردشیر بابکان در اواخر شاهنشاهی اشکانی ضرب پارس. در این سکه، چهرهٔ اردشیر تمام‌رخ و چهرهٔ پدرزنش، یعنی بابک، نیم‌رخ است.
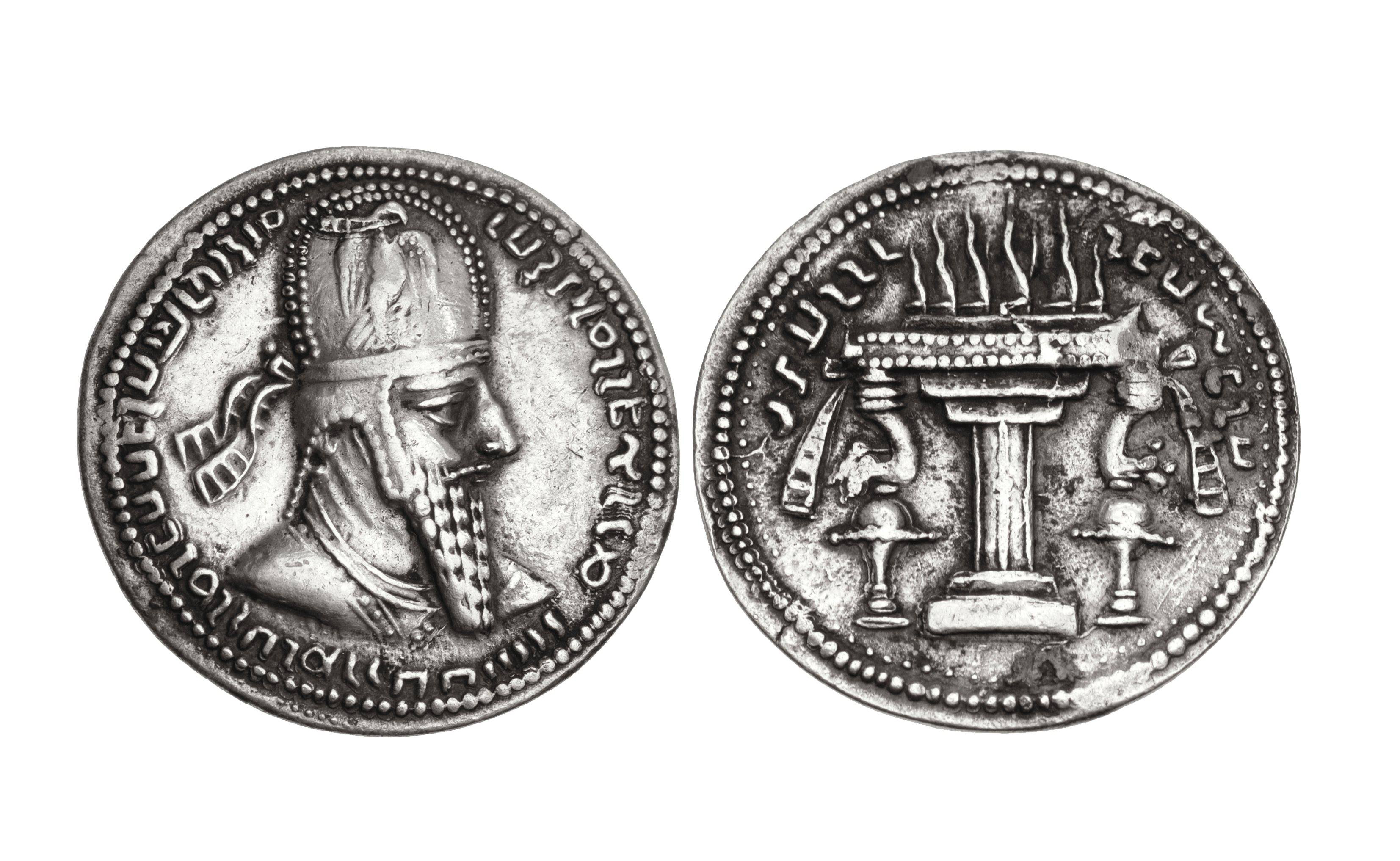
سکهٔ دستهٔ دوم اردشیر بابکان، روی سکه نگاشته‌شده به چهرهٔ اردشیر بابکان و پشت سکه مُنَقش به نماد آتشدان
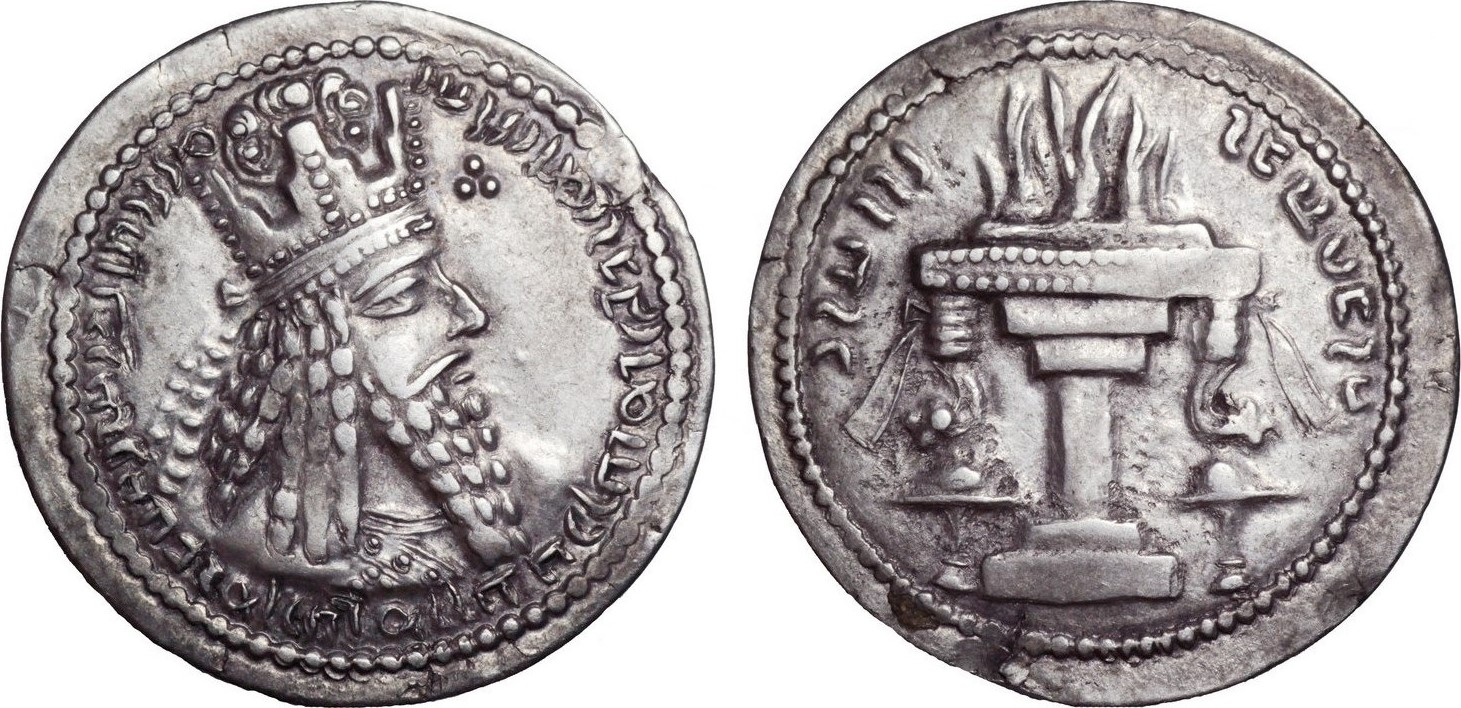
سکهٔ دستهٔ دوم اردشیر بابکان با تاج اهورامزدا، ضرب تیسفون در ۲۲۴–۲۴۰ م.
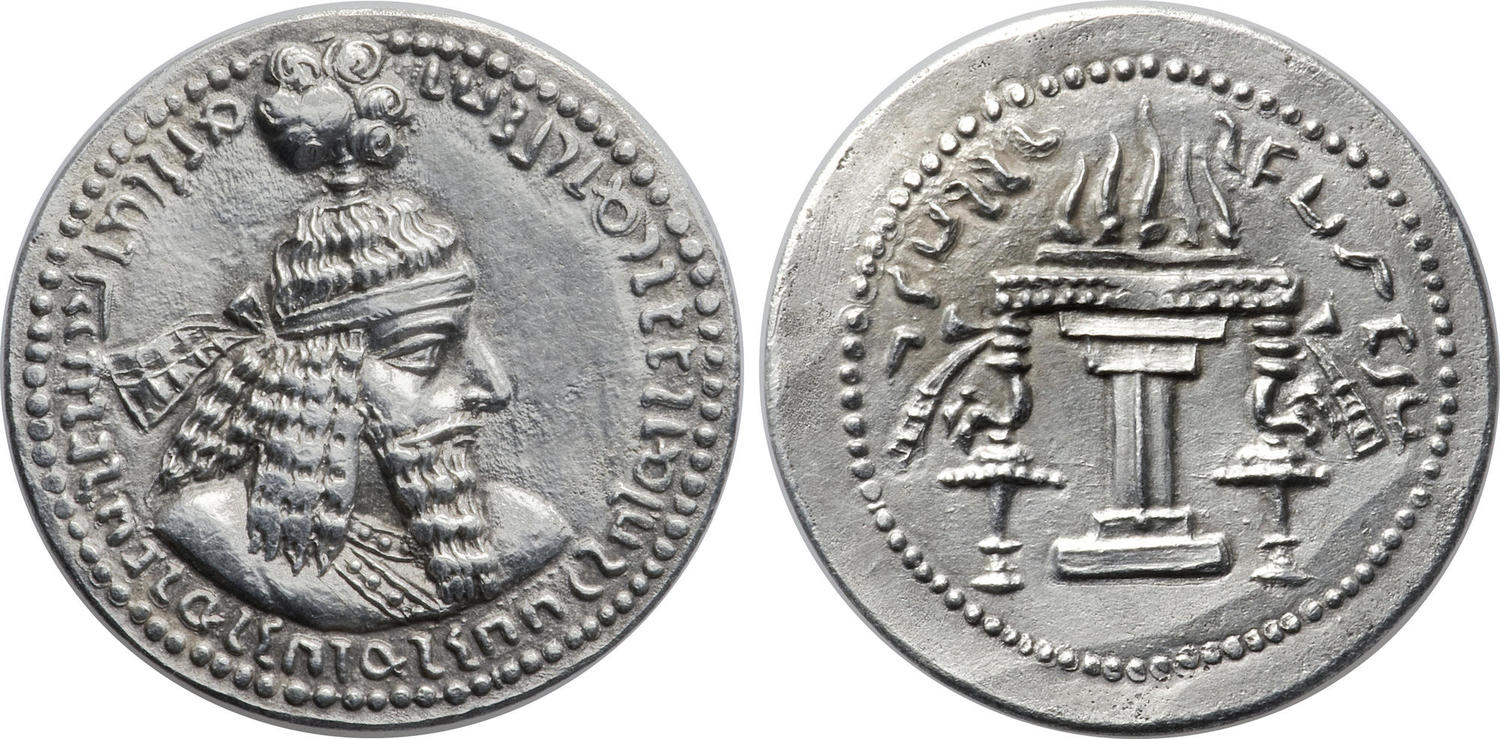
سکهٔ دستهٔ دوم اردشیر بابکان با سربندی به‌نام کریمبوس، ضرب همدان در ۲۳۳–۲۳۹ م.
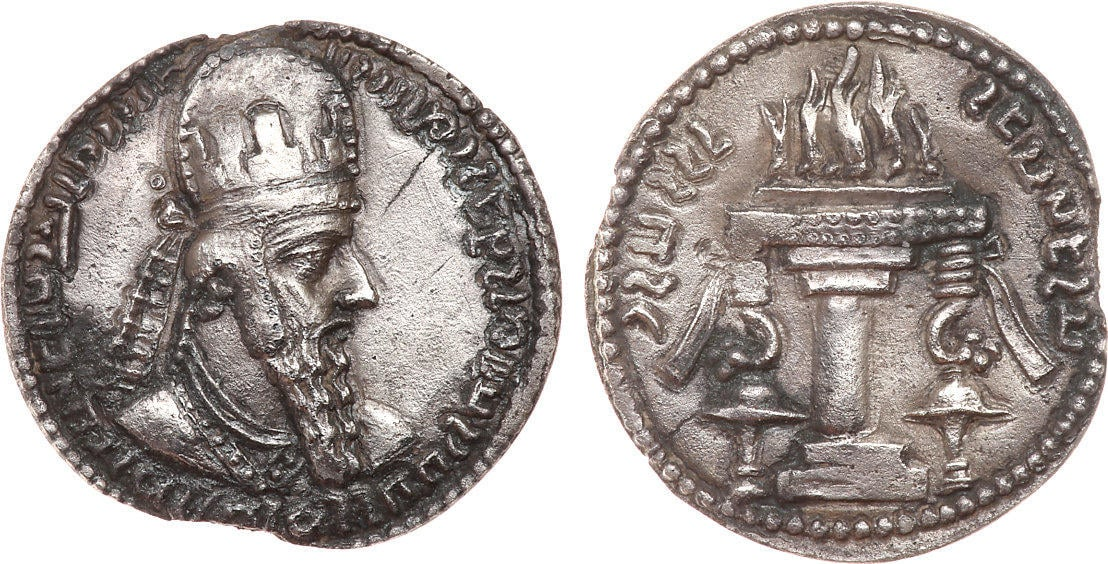
سکه اردشیر بابکان با دیهیم و تاج کنگره‌ای
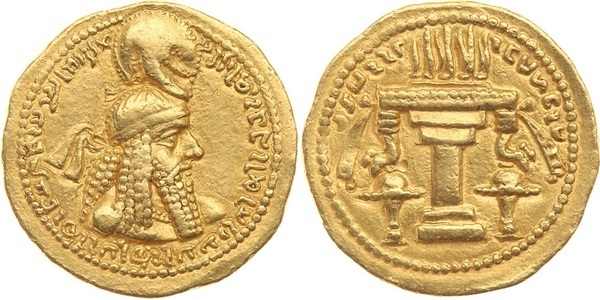
سکهٔ دستهٔ دوم و سوم اردشیر بابکان، ضرب تیسفون در ۲۳۰ م.
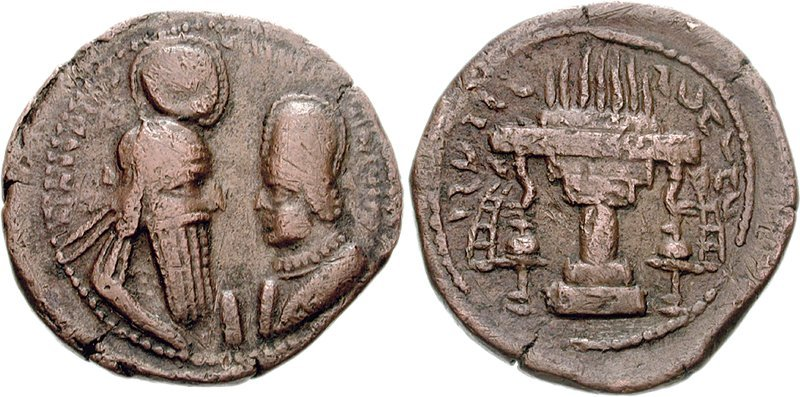
سکهٔ دستهٔ دوم و سوم اردشیر بابکان درکنار پسرش شاپور یکم، ضرب ناآشکار در ۲۳۳/۴ – ۲۳۸/۹ م.

پرپایهٔ پژوهه‌ای از کالیری، بسیاری از نمادهای سکه‌های فره‌ترکه‌ها همچو پرچم، بنای یادواره، هیئت ظاهری شخص ایستاده در روبروی آن، برگرفته از هخامنشیان‌است. دریایی برآن‌است که اگرچه فره‌ترکه‌ها احتمالاً کاربرد درست بنایی همچو کعبهٔ زردشت را نمی‌دانسته‌باشند، اما هنوز اهمیتی ایدئولوژیک نزد آنان می‌داشت. از این روی، از شباهت سکه‌های اردشیر با سکه‌های متأخر حاکمان محلی پارس، می‌توان چنین پنداشت جنبشی برپایهٔ سنن ایرانی و دلبستگی حاکمان محلی پارس بدان وجود داشته است. البته این لزوماً بدان معنا نیست که اردشیر در همهٔ امور به شاهان محلی پارس مرتبط بوده است.

## میراث
در سیرت اردشیر بابکان آمده است که حکیم عرب را پرسید که روزی چه مایه طعام باید خوردن گفت صد درم سنگ کفایت است گفت این قدر چه قوّت دهد گفت: «این قدر ترا بر پای همی‌دارد و هر چه برین زیادت کنی تو حمال آنی».

از میان شاهان ساسانی، به دو تن، یکی اردشیر بابکان و دیگری انوشیروان، بیش از شاهان دیگر اندرز و کلمات حکیمانه نسبت داده شده و در اغلب کتاب‌های ادب و تاریخ عربی و از آنجا، در کتاب‌های اخلاق و تاریخ فارسی، این‌گونه آثار از آنان نقل گردیده است. از اهم آثار منسوب به اردشیر، «عهد» اوست.

### عهد اردشیر
عهد اردشیر رساله‌ای است متضمن وصایای سیاسی اردشیر به شاه‌های ایرانی که پس از او به پادشاهی می‌رسند و در آن اندرزهایی را آورده که به کار بستن آنها، به زعم او، در اداره مملکت لازم است.
ابن ندیم یک بار از کتابی به نام کتاب عهد اردشیر یاد می‌کند که آن را احمد بن یحیی بن جابر البلاذری (د ۲۷۹ ه‍.ق)، یکی از مترجمان فارسی (=پهلوی) به شعر عربی گرد آورده بود. بار دیگر در فصل مربوط به کتاب‌های ایرانیان و رومیان و هندیان و عربان در مواعظ و آداب و حکم کتابی را به نام عهد اردشیر بابکان الی ابنه سابور ذکر می‌کند و چنین می‌نماید که منظور او کتابی دیگر است.
اصل پهلوی متن عهد اردشیر از میان رفته، اما چند نسخه از ترجمه عربی آن در دست است:
1. متنی که در کنار الغره آمده که احتمالاً در نیمه دوم قرن چهارم تألیف شده و مؤلف آن معلوم نیست. این نسخه در سال ۵۸۴ هجری استنساخ شده است.[۲۰۵]
2. متنی که در تجارب الامم ابن مسکویه آمده است.[۲۰۶]
3. متنی که در مجموعه متعلق به کتابخانه کوپرولو (شماره ۱۶۰۸) آمده و احتمالاً در آغاز قرن یازدهم هجری از روی نسخه‌ای از قرن ششم استنتاخ شده است.[۲۰۷]
4. متنی که آن را آبی آورده است.[۲۰۸]

علاوه بر این متن کامل، خلاصه‌ای از آن نیز با عنوان «منتخب من عهد اردشیر بن بابک» در دست است.
در دوره اسلامی عهد اردشیر از معروفیت برخوردار بوده و در بسیاری از کتاب‌های تاریخ و ادب از آن یاد شده است. مسعودی از آن یاد کرده و عبارتی از آن را دربارهٔ هزاره آخر آورده است. در مجمل التواریخ و فارسنامه نیز نام آن ذکر گردیده و در کتاب اخیر در مورد انوشیروان آمده است که «عهود اردشیر بن بابک پیش نهاد و وصیت‌های او را که در آن عهود است به کار بست.» همین مطلب را طبری و ثعالبی نیز آورده‌اند. جاحظ عهد اردشیر را همراه با «امثال بزرگمهر» آورده است و می‌نویسد که دبیران (=کُتاب) از آن‌ها استفاده می‌کرده‌اند. ابوالعباس مبرد (د ۲۸۶ه) می‌نویسند مأمون دستور داده بود که معلم فرزندش الواثق بالله کتاب خدا را بدو یاد دهد و عهد اردشیر را بر او بخواند و او را وادار به حفظ کلیله و دمنه کند.

### عهد اردشیر به پسرش شاپور
ابن ندیم از رساله‌ای با عنوان عهد اردشیر بابکان الی ابنه سابور، در ضمن کتب مواعظ و آداب و حکم، نام می‌برد. احتمالاً این همان متن کوتاهی است که با عنوان نسخهٔ عهد اردشیر الی ابنه سابور در کتاب نهایة الأرب منسوب به اصمعی آمده است. این متن را ظاهراً ابن مقفع یا به احتمال بیشتر مؤلف سیر الملوکی که مآخذ نهایة الأرب بوده، از روی ترجمه عربی عهد اردشیر انتخاب کرده و مطالبی را بر آن از جاهای دیگر افزوده است. ابن قتیبه مطلبی را از اردشیر خطاب به پسرش، به نقل از «کتابٌ من کُتُب العجم»، آورده است که آن را در این عهد می‌یابیم.
ابن ندیم از کتابی به نام سیرت اردشیر یاد کرده است که آبان لاحقی آن را به شعر درآورده است. ظاهراً همین اثر که گردیزی از آن چنین یاد کرده است: «و (اردشیر) کتابی تألیف گردانید اندر پند و سیاست و آن را کارنامه نام کرد.» و ظاهراً این کتاب بجز کارنامه اردشیر بابکان به پهلوی است که اکنون در دست داریم.

### رساله اردشیر در آئین کشورداری
رساله‌ای نیز منسوب به اردشیر در قواعد کشورداری به ترجمه عربی در کتاب نهایة الارب آمده است و در آن دربارهٔ جنگجویان (اساوره)، دبیران (کُتاب)، داورها (قُضاة، لشکرکشی (بعوث و ثغور)، پذیرش سفیر (فی قدوم الوفود علیه من قبل الملوک)، ساختن شهرها (بناء المُدُن)، تدبیر او دربارهٔ خاندان‌های اشراف (تدبیره فی اهل بیوتات الشرف)، دادخواهی (مظالم) و آبادانی سرزمین‌ها (تدبیره عمارة الأرضین) بحث شده است. ترجمه فارسی این رساله در ترجمه نهایة الارب به نام تجارب الامم و نیز در شاهنامه فردوسی آمده است. نمی‌دانیم که این رساله مستقیماً از پهلوی ترجمه شده است یا نه. گریناسکی بر آن است که مؤلفی عربی‌نویس آن را از جاهای گوناگون گردآورده است. وی برای اثبات نظر خود قرائنی را ذکر می‌کند که حاکی از نفوذ قواعد اسلامی در آن است، از جمله این که در این رساله آمده است که یک پنجم از غنائم جنگی خاص شاه است. اما از آنجا که این متن در شاهنامه آمده است، احتمالاً در خدای‌نامه نیز وجود داشته است و مطالبی موافق با قواعد اسلامی در ترجمه بدان افزوده شده است.

### اردشیر خوره

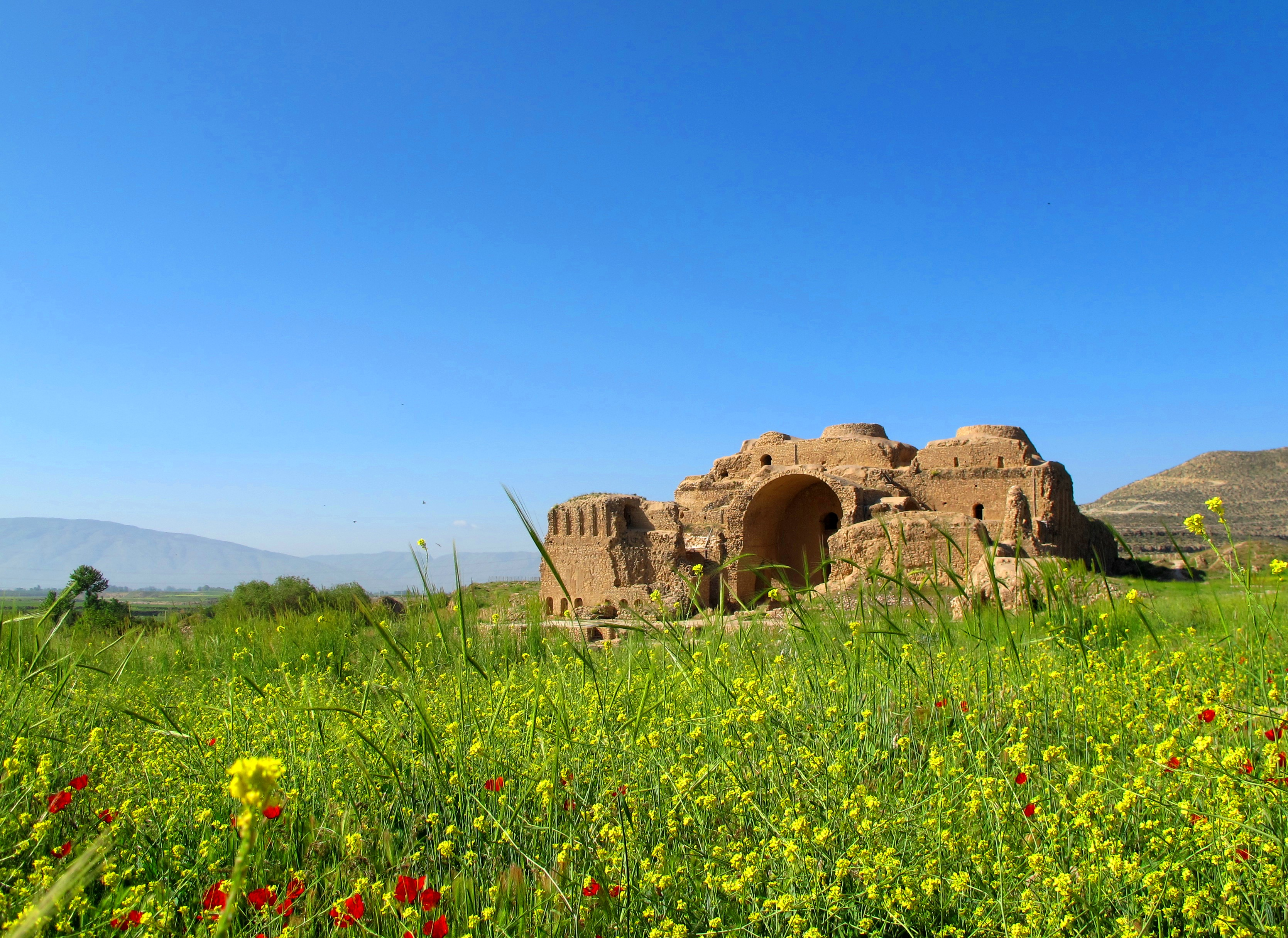
دورنمایی از کاخ اردشیر بابکان، شهر گور (فیروزآباد کنونی) تالار ورودی و تالارهای جنبین این کاخ بوسیلهٔ طاق چرخی پوشیده شده بوده است. دیوارهای خارج پنجره نداشته، اما دارای ستون‌های برجسته و طاق نما بوده است.

اردشیر خوره یکی از پنج کوره فارس در عصر ساسانیان تا نخستین سده‌های اسلامی به مرکز شهر گور (معرب: جور) است که توسط اردشیر بنا شده است. این نام به معنی «شکوه اردشیر» است. این شهر احتمالاً پس از پیروزی اردشیر بر اردوان در ۲۲۴ میلادی ساخته شده است. این شهر در کنار کاخ اردشیر (که قبل از شورش، در آن زندگی می‌کرد) ساخته شده است و گفته می‌شود که امپراتور پنج آتشکده کنار این شهر ساخته که مورخ معروف، مسعودی آن‌ها را دیده است. شهر گور توسط نماینده‌ای از سوی شاه اداره می‌شد. گور بعدها توسط عضدالدوله دیلمی به فیروزآباد تغییر نام یافت. از اردشیر خوره می‌توان به عنوان پایگاه نظامی و یکی از ضراب‌خانه‌های فعال دوره ساسانی نام برد. از آثار اردشیر خوره می‌توان به بنای طربال (منار) کیاخُره در جنب بنای چهار طاق (آتشکده گور)، کاخ اردشیر و در نقش‌برجسته او، کتیبه یابود مهرنرسه (وزیر سه پادشاه ساسانی؛ یزدگرد اول، بهرام گور و یزدگرد دوم) و ۴ آتشکده او اشاره کرد.
بنای شهر الهام گرفته از شیوه معماری دارابگرد و متشکل از دیوارهایی مدور است که دربرگیرنده محوطه‌ای به قطر حدود دو کیلومتر و باروی گلی دوگانه و خندقی به سبک پارتی است و دو محور تقاطع عمود برهم شهر را به چهار بخش با چهار دروازه اصلیِ مهر، بهرام، هرمز و اردشیر تقسیم می‌کند که هر یک به پنج بخش کوچک‌تر تقسیم شده، با خیابان‌های حلقه مانند به هم راه داشته‌اند.